# Kalendarium drugiego rządu Mateusza Morawieckiego
Kalendarium drugiego rządu Mateusza Morawieckiego – opisuje powołanie drugiego rządu Mateusza Morawieckiego, zmiany na stanowiskach ministrów, sekretarzy stanu, podsekretarzy stanu, wojewodów i wicewojewodów, a także zmiany personalne na kierowniczych stanowiskach w urzędach centralnych podległych Radzie Ministrów.

## Proces powołania rządu
- 14 listopada 2019 – Prezydent RP Andrzej Duda desygnował ponownie Mateusza Morawieckiego na urząd premiera, powierzając mu misję utworzenia nowego rządu[1][2].
- 15 listopada 2019 – Prezydent RP Andrzej Duda powołał i zaprzysiągł Prezesa Rady Ministrów wraz ze składem Rady Ministrów[3][4].

## Exposé i wotum zaufania
19 listopada 2019 odbyło się exposé premiera Mateusza Morawieckiego, zaś rząd uzyskał w Sejmie wotum zaufania przy 237 głosach za i 214 głosach przeciw oraz 3 głosach wstrzymujących się.

## Powołania i odwołania

### Rok 2019
| Powołanie | Odwołanie |
| 15 listopada 2019 | 15 listopada 2019 |
| --- | --- |
| - Mateusza Morawieckiego, prezesa Rady Ministrów, na urząd ministra sportu, - Piotra Glińskiego na urzędy wiceprezesa Rady Ministrów, ministra kultury i dziedzictwa narodowego oraz przewodniczącego Komitetu do spraw Pożytku Publicznego, - Jarosława Gowina na urzędy wiceprezesa Rady Ministrów oraz ministra nauki i szkolnictwa wyższego, - Jacka Sasina na urzędy wiceprezesa Rady Ministrów oraz ministra aktywów państwowych, - Andrzeja Adamczyka na urząd ministra infrastruktury, - Jana Ardanowskiego na urząd ministra rolnictwa i rozwoju wsi, - Mariusza Błaszczaka na urząd ministra obrony narodowej, - Jacka Czaputowicza na urząd ministra spraw zagranicznych, - Jadwigi Emilewicz na urząd ministra rozwoju, - Marka Gróbarczyka na urząd ministra gospodarki morskiej i żeglugi śródlądowej, - Małgorzaty Jarosińskiej-Jedynak na urząd ministra funduszy i polityki regionalnej, - Mariusza Kamińskiego na urzędy ministra spraw wewnętrznych i administracji oraz ministra-członka Rady Ministrów, - Tadeusza Kościńskiego na urząd ministra finansów, - Michała Kurtyki na urząd ministra klimatu, - Marleny Maląg na urząd ministra rodziny, pracy i polityki społecznej, - Dariusza Piontkowskiego na urząd ministra edukacji narodowej, - Łukasza Szumowskiego na urząd ministra zdrowia, - Marka Zagórskiego na urząd ministra cyfryzacji, - Zbigniewa Ziobrę na urząd ministra sprawiedliwości, - Michała Dworczyka na urząd ministra-członka Rady Ministrów, - Łukasza Schreibera na urząd ministra-członka Rady Ministrów, - Konrada Szymańskiego na urząd ministra-członka Rady Ministrów, - Michała Wosia na urząd ministra-członka Rady Ministrów. | – |
| 21 listopada 2019 | |
| - Michała Dworczyka, ministra-członka Rady Ministrów, na stanowisko szefa Kancelarii Prezesa Rady Ministrów, - Krzysztofa Kubowa na stanowiska sekretarza stanu w Kancelarii Prezesa Rady Ministrów i szefa Gabinetu Politycznego Prezesa Rady Ministrów, - Piotra Müllera na stanowiska sekretarza stanu w Kancelarii Prezesa Rady Ministrów i rzecznika prasowego rządu, - Pawła Szrota na stanowisko sekretarza stanu w Kancelarii Prezesa Rady Ministrów, - Łukasza Schreibera, ministra-członka Rady Ministrów, na stanowiska przewodniczącego Stałego Komitetu Rady Ministrów oraz sekretarza Rady Ministrów. | - Krzysztofa Kubowa ze stanowiska sekretarza stanu w Ministerstwie Aktywów Państwowych (powołany na to stanowisko w listopadzie 2019 w wyniku przekształcenia Ministerstwa Energii, sekretarz stanu w Ministerstwie Energii od 6 sierpnia 2019). |
| 25 listopada 2019 | |
| - Tobiasza Bocheńskiego na stanowisko wojewody łódzkiego, - Łukasza Mikołajczyka na stanowisko wojewody wielkopolskiego, - Konstantego Radziwiłła na stanowisko wojewody mazowieckiego, - Lecha Sprawki na stanowisko wojewody lubelskiego, - Macieja Wąsika, zastępcy koordynatora służb specjalnych, na stanowisko sekretarza stanu w Ministerstwie Spraw Wewnętrznych i Administracji. | - Macieja Wąsika, zastępcy koordynatora służb specjalnych, ze stanowiska sekretarza stanu w Kancelarii Prezesa Rady Ministrów (powołany na to stanowisko 24 listopada 2015), - Jarosława Zielińskiego ze stanowiska sekretarza stanu w Ministerstwie Spraw Wewnętrznych i Administracji (powołany na to stanowisko 18 listopada 2015). |
| 26 listopada 2019 | |
| - Tomasza Szczegielniaka na stanowisko podsekretarza stanu w Ministerstwie Aktywów Państwowych. | - Sylwestra Tułajewa ze stanowisk sekretarza stanu w Ministerstwie Spraw Wewnętrznych i Administracji oraz pełnomocnika Rządu ds. Przygotowania Organów Administracji Państwowej do Współpracy z Systemem Informacyjnym Schengen i Wizowym Systemem Informacyjnym (powołany na te stanowiska 11 czerwca 2019), - Tomasza Szczegielniaka ze stanowisk podsekretarza stanu w Kancelarii Premiera i sekretarza Rady Ministrów (powołany na te stanowiska 4 lipca 2019). |
| 27 listopada 2019 | |
| - Ireneusza Zyski na stanowisko sekretarza stanu w Ministerstwie Klimatu, - Piotra Wawrzyka na stanowisko sekretarza stanu w Ministerstwie Spraw Zagranicznych, - Adama Guibourgé-Czetwertyńskiego na stanowisko podsekretarza stanu w Ministerstwie Klimatu, - Pawła Jabłońskiego na stanowisko podsekretarza stanu w Ministerstwie Spraw Zagranicznych. | - Mikołaja Wilda ze stanowiska sekretarza stanu w Ministerstwie Infrastruktury (powołany na to stanowisko w styczniu 2018) oraz pełnomocnika Rządu ds. Centralnego Portu Komunikacyjnego dla RP (powołany na to stanowisko 9 maja 2017). |
| 28 listopada 2019 | |
| - Marcina Horały na stanowiska sekretarza stanu w Ministerstwie Infrastruktury oraz pełnomocnika Rządu ds. Centralnego Portu Komunikacyjnego dla RP, - Jana Sarnowskiego na stanowisko podsekretarza stanu w Ministerstwie Finansów. | – |
| listopad 2019 | |
| - Artura Sobonia na stanowisko sekretarza stanu w Ministerstwie Funduszy i Polityki Regionalnej, - Waldemara Budy na stanowisko sekretarza stanu w Ministerstwie Funduszy i Polityki Regionalnej, - Grzegorza Pudy na stanowisko sekretarza stanu w Ministerstwie Funduszy i Polityki Regionalnej, - Marcina Ociepy na stanowisko sekretarza stanu w Ministerstwie Rozwoju, - Marka Niedużaka na stanowisko podsekretarza stanu w Ministerstwie Rozwoju, - Adama Gawędy na stanowisko sekretarza stanu w Ministerstwie Aktywów Państwowych, - Krzysztofa Kubowa na stanowisko sekretarza stanu w Ministerstwie Aktywów Państwowych, - Tadeusza Skobla na stanowisko podsekretarza stanu w Ministerstwie Aktywów Państwowych, - Tomasza Dąbrowskiego na stanowisko podsekretarza stanu w Ministerstwie Aktywów Państwowych, - Małgorzaty Golińskiej na stanowisko sekretarza stanu w Ministerstwie Klimatu, - Piotra Dziadzio, Głównego Geologa Kraju i pełnomocnika Rządu ds. polityki surowcowej, na stanowisko sekretarza stanu w Ministerstwie Klimatu, - Sławomira Mazurka na stanowisko podsekretarza stanu w Ministerstwie Klimatu, - Jacka Osucha na stanowisko sekretarza stanu w Ministerstwie Sportu, - Anny Krupki na stanowisko sekretarza stanu w Ministerstwie Sportu. | – |
| 3 grudnia 2019 | |
| - Barbary Sochy na stanowiska podsekretarza stanu w Ministerstwie Rodziny, Pracy i Polityki Społecznej oraz pełnomocnika Rządu ds. polityki demograficznej. | – |
| 5 grudnia 2019 | |
| - Danuty Dmowskiej-Andrzejuk na urząd ministra sportu, - Jarosława Obremskiego na stanowisko wojewody dolnośląskiego, - Józefa Leśniaka na stanowisko wicewojewody małopolskiego, - Rafała Nowaka na stanowisko wicewojewody świętokrzyskiego, - Adama Gawędy na stanowiska sekretarza stanu w Ministerstwie Aktywów Państwowych oraz pełnomocnika Rządu ds. restrukturyzacji górnictwa węgla kamiennego (ponownie), - Macieja Małeckiego na stanowisko sekretarza stanu w Ministerstwie Aktywów Państwowych, - Artura Sobonia na stanowiska sekretarza stanu w Ministerstwie Aktywów Państwowych oraz pełnomocnika Rządu ds. instrumentów finansowania polityki gospodarczej państwa, - Wojciecha Murdzka na stanowisko sekretarza stanu w Ministerstwie Rozwoju, - Krzysztofa Mazura na stanowisko podsekretarza stanu w Ministerstwie Rozwoju, - Marka Niedużaka na stanowisko podsekretarza stanu w Ministerstwie Rozwoju (ponownie), - Roberta Krzysztofa Nowickiego na stanowisko podsekretarza stanu w Ministerstwie Rozwoju. | - Mateusza Morawieckiego z urzędu ministra sportu, - Artura Sobonia ze stanowiska sekretarza stanu w Ministerstwie Funduszy i Polityki Regionalnej (powołany na to stanowisko w listopadzie 2019 w wyniku przekształcenia Ministerstwa Inwestycji i Rozwoju, sekretarz stanu w MIiR od 7 lutego 2018). |
| 10 grudnia 2019 | |
| - Anny Budzanowskiej na stanowisko podsekretarza stanu w Ministerstwie Nauki i Szkolnictwa Wyższego. | – |
| 12 grudnia 2019 | |
| - Janusza Kowalskiego na stanowiska sekretarza stanu w Ministerstwie Aktywów Państwowych i pełnomocnika Rządu ds. reformy nadzoru właścicielskiego nad spółkami Skarbu Państwa, - Zbigniewa Gryglasa na stanowisko podsekretarza stanu w Ministerstwie Aktywów Państwowych, - Norberta Maliszewskiego na stanowisko szefa Centrum Analiz Strategicznych. | - Waldemara Parucha ze stanowiska szefa Centrum Analiz Strategicznych (powołany na to stanowisko 31 grudnia 2018). |
| 16 grudnia 2019 | |
| – | - Karola Okońskiego ze stanowisk sekretarza stanu w Ministerstwie Cyfryzacji i pełnomocnika Rządu ds. cyberbezpieczeństwa (powołany na te stanowiska 10 lipca 2018). |
| 17 grudnia 2019 | |
| - Marcina Warchoła na stanowiska sekretarza stanu w Ministerstwo Sprawiedliwości i pełnomocnika Rządu ds. praw człowieka, - Grzegorza Wrochny na stanowisko podsekretarza stanu w Ministerstwie Nauki i Szkolnictwa Wyższego, - Teresy Barańskiej na stanowisko wicewojewody opolskiego. | – |
| 18 grudnia 2019 | |
| – | - Ryszarda Zarudzkiego ze stanowiska podsekretarza stanu w Ministerstwie Rolnictwa i Rozwoju Wsi (powołany na to stanowisko 19 listopada 2015). |
| 19 grudnia 2019 | |
| - Jana Dziedziczaka na stanowiska sekretarza stanu w Kancelarii Prezesa Rady Ministrów oraz pełnomocnika Rządu ds. Polonii i Polaków za granicą, - Ryszarda Kamińskiego na stanowisko podsekretarza stanu w Ministerstwie Rolnictwa i Rozwoju Wsi. | – |
| 20 grudnia 2019 | |
| - Marcina Ociepy na stanowisko sekretarza stanu w Ministerstwie Obrony Narodowej, - Kamila Bortniczuka na stanowisko sekretarza stanu w Ministerstwie Funduszy i Polityki Regionalnej. | - Marcina Ociepy ze stanowiska sekretarza stanu w Ministerstwie Rozwoju (powołany na to stanowisko w listopadzie 2019 w wyniku przekształcenia Ministerstwa Przedsiębiorczości i Technologii, sekretarz stanu w MPiT od 4 czerwca 2019). |

### Rok 2020
| Powołanie | Odwołanie |
| 2 stycznia 2020 | 2 stycznia 2020 |
| --- | --- |
| - Olgi Semeniuk na stanowisko podsekretarza stanu w Ministerstwie Rozwoju. | - Jana Zabielskiego ze stanowiska wicewojewody podlaskiego (powołany na to stanowisko 13 stycznia 2016). |
| 3 stycznia 2020 | |
| - Andrzeja Guta-Mostowego na stanowiska sekretarza stanu w Ministerstwie Rozwoju oraz pełnomocnika Prezesa Rady Ministrów ds. promocji polskiej marki, - Jarosława Wenderlicha na stanowisko podsekretarza stanu w Kancelarii Premiera, - Tomasza Madrasa na stanowisko pierwszego wicewojewody podlaskiego, - Marcina Sekścińskiego na stanowisko drugiego wicewojewody podlaskiego. | – |
| 7 stycznia 2020 | |
| - Iwony Michałek na stanowiska sekretarza stanu w Ministerstwie Rodziny, Pracy i Polityki Społecznej oraz pełnomocnika Rządu ds. ekonomii społecznej i solidarnej, - Pawła Wdówika na stanowiska sekretarza stanu w Ministerstwie Rodziny, Pracy i Polityki Społecznej oraz pełnomocnika Rządu ds. osób niepełnosprawnych, - Aliny Nowak na stanowisko podsekretarza stanu w Ministerstwie Rodziny, Pracy i Polityki Społecznej. | - Iwony Michałek ze stanowisk sekretarza stanu w Ministerstwie Edukacji Narodowej oraz pełnomocnika Rządu ds. wspierania wychowawczej funkcji szkoły (powołana na te stanowiska 1 lipca 2019), - Marcina Zielenieckiego ze stanowiska podsekretarza stanu w Ministerstwie Rodziny, Pracy i Polityki Społecznej (powołany na to stanowisko 19 listopada 2015). |
| 8 stycznia 2020 | |
| – | - Sławomira Mazurka ze stanowiska podsekretarza stanu w Ministerstwie Klimatu (powołany na to stanowisko w listopadzie 2019 w wyniku przekształcenia Ministerstwa Środowiska, podsekretarz stanu w MŚ od 19 listopada 2015). |
| 10 stycznia 2020 | |
| - Ewy Leniart na stanowisko wojewody podkarpackiego, - Władysława Dajczaka na stanowisko wojewody lubuskiego. | – |
| 14 stycznia 2020 | |
| - Grzegorza Pudy, sekretarza stanu w Ministerstwie Funduszy i Polityki Regionalnej, na stanowisko pełnomocnika Rządu ds. organizacji Światowego Forum Miejskiego w 2022 roku. | – |
| 21 stycznia 2020 | |
| - Anny Gembickiej na stanowiska sekretarza stanu w Ministerstwie Funduszy i Polityki Regionalnej oraz pełnomocnika Rządu ds. lokalnych inicjatyw społecznych. | – |
| 24 stycznia 2020 | |
| - Aleksandra Sochy na stanowisko wicewojewody warmińsko-mazurskiego, - Macieja Bieńka na stanowisko wicewojewody wielkopolskiego. | – |
| 27 stycznia 2020 | |
| - Sebastiana Chwałka na stanowisko sekretarza stanu w Ministerstwie Obrony Narodowej. | - Marka Łapińskiego ze stanowiska sekretarza stanu w Ministerstwie Obrony Narodowej (powołany na to stanowisko w listopadzie 2018). |
| 28 stycznia 2020 | |
| - Jana Białkowskiego na stanowisko podsekretarza stanu w Ministerstwie Rolnictwa i Rozwoju Wsi. | - Rafała Romanowskiego ze stanowiska podsekretarza stanu w Ministerstwie Rolnictwa i Rozwoju Wsi (powołany na to stanowisko 19 listopada 2015). |
| 29 stycznia 2020 | |
| - Jacka Ozdoby na stanowisko sekretarza stanu w Ministerstwie Klimatu, - Ireneusza Zyski, sekretarza stanu w Ministerstwie Klimatu, na stanowisko pełnomocnika Rządu ds. odnawialnych źródeł energii. | – |
| 30 stycznia 2020 | |
| – | - Lucyny Podhalicz ze stanowiska wicewojewody podkarpackiego (powołana na to stanowisko 12 lutego 2018). |
| 31 stycznia 2020 | |
| - Jolanty Sawickiej na stanowisko wicewojewody podkarpackiego. | – |
| styczeń 2020 | |
| – | - Tomasza Dąbrowskiego ze stanowiska podsekretarza stanu w Ministerstwie Aktywów Państwowych (powołany na to stanowisko w listopadzie 2019). - Tadeusza Skobla ze stanowiska podsekretarza stanu w Ministerstwie Aktywów Państwowych (powołany na to stanowisko w listopadzie 2019). |
| 2 marca 2020 | |
| – | - Krzysztofa Kozłowskiego ze stanowisk sekretarza stanu w Ministerstwie Spraw Wewnętrznych i Administracji oraz pełnomocnika Rządu ds. repatriacji (powołany na te stanowiska 23 stycznia 2018), - Piotra Walczaka ze stanowisk sekretarza stanu w Ministerstwie Finansów i szefa Krajowej Administracji Skarbowej (powołany na te stanowiska 12 czerwca 2019). |
| 3 marca 2020 | |
| - Magdaleny Rzeczkowskiej na stanowiska sekretarza stanu w Ministerstwie Finansów i szefa Krajowej Administracji Skarbowej, - Bartosza Grodeckiego na stanowisko podsekretarza stanu w Ministerstwie Spraw Wewnętrznych i Administracji. | – |
| 5 marca 2020 | |
| - Konrada Szymańskiego na urząd ministra do spraw Unii Europejskiej, - Michała Wosia na urząd ministra środowiska, - Anny Schmidt-Rodziewicz na stanowiska sekretarza stanu w Ministerstwie Rodziny, Pracy i Polityki Społecznej oraz pełnomocnika Rządu ds. równego traktowania. | - Konrada Szymańskiego z urzędu ministra-członka Rady Ministrów (powołany na ten urząd 15 listopada 2019), - Michała Wosia z urzędu ministra-członka Rady Ministrów (powołany na ten urząd 15 listopada 2019), - Anny Schmidt-Rodziewicz ze stanowisk sekretarza stanu w Kancelarii Prezesa Rady Ministrów i pełnomocnika Prezesa Rady Ministrów ds. dialogu międzynarodowego (powołana na te stanowiska 18 czerwca 2019). |
| 27 marca 2020 | |
| – | - Adam Gawędy ze stanowisk sekretarza stanu w Ministerstwie Aktywów Państwowych oraz pełnomocnika Rządu ds. Restrukturyzacji Górnictwa Węgla Kamiennego (powołany na te stanowiska 19 listopada 2019). |
| 3 kwietnia 2020 | |
| – | - Tomasza Zdzikota ze stanowiska sekretarza stanu w Ministerstwie Obrony Narodowej (powołany na to stanowisko 15 stycznia 2018). |
| 9 kwietnia 2020 | |
| - Jadwigi Emilewicz, ministra rozwoju, na urząd wiceprezesa Rady Ministrów, - Jacka Żalka na stanowisko sekretarza stanu w Ministerstwie Funduszy i Polityki Regionalnej. | - Jarosława Gowina z urzędów wiceprezesa Rady Ministrów oraz ministra nauki i szkolnictwa wyższego (powołany na te urzędy 15 listopada 2019), - Kamila Bortniczuka ze stanowiska sekretarza stanu w Ministerstwie Funduszy i Polityki Regionalnej (powołany na to stanowisko 20 grudnia 2019). |
| 15 kwietnia 2020 | |
| – | - Leszka Skiby ze stanowisk podsekretarza stanu w Ministerstwie Finansów i Głównego Rzecznika Dyscypliny Finansów Publicznych (powołany na te stanowiska 23 listopada 2015), - Tomasza Słaboszowskiego ze stanowisk podsekretarza stanu w Ministerstwie Finansów i zastępcy szefa Krajowej Administracji Skarbowej (powołany na te stanowiska 5 lipca 2019). |
| 16 kwietnia 2020 | |
| - Wojciecha Murdzka na urząd ministra nauki i szkolnictwa wyższego, - Anny Chałupy na stanowiska podsekretarza stanu w Ministerstwie Finansów i zastępcy szefa Krajowej Administracji Skarbowej, - Piotra Patkowskiego na stanowiska podsekretarza stanu w Ministerstwie Finansów i Głównego Rzecznika Dyscypliny Finansów Publicznych. | - Wojciecha Murdzka ze stanowiska sekretarza stanu w Ministerstwie Rozwoju (powołany na to stanowisko 5 grudnia 2019). |
| 14 maja 2020 | |
| - Małgorzaty Golińskiej na stanowisko sekretarza stanu w Ministerstwie Środowiska. | - Małgorzaty Golińskiej ze stanowiska sekretarza stanu w Ministerstwie Klimatu (powołana na to stanowisko w listopadzie 2019). |
| 27 maja 2020 | |
| - Michała Bąkowskiego na stanowisko wicewojewody pomorskiego, - Bolesława Gzika na stanowisko wicewojewody lubelskiego. | – |
| 31 maja 2020 | |
| – | - Sebastiana Skuzy ze stanowiska podsekretarza stanu w Ministerstwie Nauki i Szkolnictwa Wyższego (powołany na te stanowiska 23 czerwca 2017), - Tomasza Robaczyńskiego ze stanowiska podsekretarza stanu w Ministerstwie Finansów (powołany na to stanowisko w marcu 2018). |
| maj 2020 | |
| - Bogusława Szpytmy na stanowisko wicewojewody dolnośląskiego. | – |
| 1 czerwca 2020 | |
| - Sebastiana Skuzy na stanowisko sekretarza stanu w Ministerstwie Finansów. | – |
| 17 czerwca 2020 | |
| - Andrzeja Śliwki na stanowisko podsekretarza stanu w Ministerstwie Aktywów Państwowych. | - Tomasza Szczegielniaka ze stanowiska podsekretarza stanu w Ministerstwie Aktywów Państwowych (powołany na to stanowisko 26 listopada 2019). |
| lipiec 2020 | |
| – | - Macieja Langa ze stanowiska podsekretarza stanu w Ministerstwie Spraw Zagranicznych (powołany na to stanowisko 5 listopada 2018), - Pawła Woźnego ze stanowiska podsekretarza stanu w Ministerstwie Obrony Narodowej (powołany na to stanowisko we wrześniu 2019). |
| 7 sierpnia 2020 | |
| - Łukasza Kmity na stanowisko wojewody małopolskiego. | - Piotra Ćwika ze stanowiska wojewody małopolskiego (powołany na to stanowisko 2 czerwca 2017). |
| 17 sierpnia 2020 | |
| – | - Janusza Cieszyńskiego ze stanowiska podsekretarza stanu w Ministerstwie Zdrowia (powołany na to stanowisko 17 stycznia 2018). |
| 18 sierpnia 2020 | |
| – | - Wandy Buk ze stanowiska podsekretarza stanu w Ministerstwie Cyfryzacji (powołana na to stanowisko 10 lipca 2018). |
| 20 sierpnia 2020 | |
| – | - Łukasza Szumowskiego z urzędu ministra zdrowia (powołany na ten urząd 9 stycznia 2018). |
| 26 sierpnia 2020 | |
| - Adama Niedzielskiego na urząd ministra zdrowia, - Zbigniewa Raua na urząd ministra spraw zagranicznych. | - Jacka Czaputowicza z urzędu ministra spraw zagranicznych (powołany na ten urząd 9 stycznia 2018). |
| 31 sierpnia 2020 | |
| – | - Jolanty Rusiniak ze stanowiska prezesa Rządowego Centrum Legislacji (powołana na to stanowisko 16 grudnia 2015). |
| 1 września 2020 | |
| - Krzysztofa Szczuckiego na stanowisko prezesa Rządowego Centrum Legislacji. | – |
| 5 września 2020 | |
| - Artura Sobonia, sekretarza stanu w Ministerstwie Aktywów Państwowych, na stanowisko pełnomocnika Rządu ds. transformacji spółek energetycznych i górnictwa węglowego. | - Artura Sobonia, sekretarza stanu w Ministerstwie Aktywów Państwowych, ze stanowiska pełnomocnika Rządu ds. instrumentów finansowania rozwoju gospodarczego państwa (powołany na to stanowisko 5 grudnia 2019). |
| 7 września 2020 | |
| - Bartłomieja Orła na stanowisko pełnomocnika Prezesa Rady Ministrów ds. programu Czyste Powietrze. | – |
| 23 września 2020 | |
| - Piotra Mazurka na stanowiska podsekretarza stanu w Kancelarii Prezesa Rady Ministrów i pełnomocnika Rządu ds. Polityki Młodzieżowej. | – |
| wrzesień 2020 | |
| – | - Tomasza Dobrowolskiego ze stanowiska wiceprezesa Rządowego Centrum Legislacji (powołany na to stanowisko 1 lutego 2016). |
| 3 października 2020 | |
| - Edwarda Siarki na stanowiska sekretarza stanu w Ministerstwie Środowiska oraz pełnomocnika Rządu ds. leśnictwa i łowiectwa. | – |
| 6 października 2020 | |
| - Mateusza Morawieckiego, Prezesa Rady Ministrów, na urząd ministra cyfryzacji, - Piotra Glińskiego na urzędy wiceprezesa Rady Ministrów, ministra kultury, dziedzictwa narodowego i sportu, Przewodniczącego Komitetu ds. Pożytku Publicznego, - Jarosława Gowina na urzędy wiceprezesa Rady Ministrów, ministra rozwoju, pracy i technologii, - Jarosława Kaczyńskiego na urząd wiceprezesa Rady Ministrów, - Tadeusza Kościńskiego na urząd ministra finansów, funduszy i polityki regionalnej, - Michała Kurtyki na urząd ministra klimatu i środowiska, - Marleny Maląg na urząd ministra rodziny i polityki społecznej, - Grzegorza Pudy na urząd ministra rolnictwa i rozwoju wsi, - Michała Cieślaka na urząd ministra-członka Rady Ministrów, - Michała Wójcika na urząd ministra członka Rady Ministrów. | - Jadwigi Emilewicz z urzędów wiceprezesa Rady Ministrów oraz ministra rozwoju (powołana na urząd ministra rozwoju 15 listopada 2019, na urząd wiceprezesa Rady Ministrów powołana 9 kwietnia 2020), - Piotra Glińskiego z urzędów wiceprezesa Rady Ministrów, ministra kultury i dziedzictwa narodowego oraz Przewodniczącego Komitetu ds. Pożytku Publicznego (powołany na te urzędy 15 listopada 2019), - Jana Ardanowskiego z urzędu ministra rolnictwa i rozwoju wsi (powołany na ten urząd 15 listopada 2019), - Danuty Dmowskiej-Andrzejuk z urzędu ministra sportu (powołana na ten urząd 5 grudnia 2019), - Marka Gróbarczyka z urzędu ministra gospodarki morskiej i żeglugi śródlądowej (powołany na ten urząd 15 listopada 2019), - Małgorzaty Jarosińskiej-Jedynak z urzędu ministra funduszy i polityki regionalnej (powołana na ten urząd 15 listopada 2019), - Tadeusza Kościńskiego z urzędu ministra finansów (powołany na ten urząd 15 listopada 2019), - Michała Kurtyki z urzędu ministra klimatu (powołany na ten urząd 15 listopada 2019), - Marleny Maląg z urzędu ministra rodziny, pracy i polityki społecznej (powołana na ten urząd 15 listopada 2019), - Michała Wosia z urzędu ministra środowiska (powołany na ten urząd 5 marca 2020), - Marka Zagórskiego z urzędu ministra cyfryzacji (powołany na ten urząd 15 listopada 2019), - Grzegorza Pudy ze stanowiska sekretarza stanu w Ministerstwie Funduszy i Polityki Regionalnej (powołany na to stanowisko 18 listopada 2019), - Michała Wójcika ze stanowiska sekretarza stanu w Ministerstwie Sprawiedliwości (powołany na to stanowisko 29 kwietnia 2016), - Adama Andruszkiewicza ze stanowiska sekretarza stanu w Ministerstwie Cyfryzacji (powołany na to stanowisko 28 grudnia 2018), - Anny Moskwy i Grzegorza Witkowskiego ze stanowisk podsekretarzy stanu w Ministerstwie Gospodarki Morskiej i Żeglugi Śródlądowej (powołani na te stanowiska odpowiednio 25 kwietnia 2017 i 14 września 2016), - zniesienie Ministerstwa Cyfryzacji, - zniesienie Ministerstwa Gospodarki Morskiej i Żeglugi Śródlądowej. |
| 7 października 2020 | |
| - Adama Andruszkiewicza na stanowisko sekretarza stanu w Kancelarii Prezesa Rady Ministrów, - Marka Zagórskiego na stanowiska sekretarza stanu w Kancelarii Prezesa Rady Ministrów oraz pełnomocnika Rządu ds. cyberbezpieczeństwa, - Michała Wosia na stanowisko sekretarza stanu w Ministerstwie Sprawiedliwości. | – |
| 8 października 2020 | |
| – | - Roberta Nowickiego ze stanowiska podsekretarza stanu w Ministerstwie Rozwoju (powołany na to stanowisko 5 grudnia 2019). |
| 12 października 2020 | |
| - Iwony Michałek na stanowisko sekretarza stanu w Ministerstwie Pracy, Rozwoju i Technologii. | - Pawła Lewandowskiego ze stanowiska podsekretarza stanu w Ministerstwie Kultury, Dziedzictwa Narodowego i Sportu (powołany na to stanowisko 9 stycznia 2017), - Iwony Michałek ze stanowisk sekretarza stanu w Ministerstwie Rodziny i Polityki Społecznej oraz pełnomocnika Rządu ds. ekonomii społecznej i solidarnej (powołana na te stanowiska 7 stycznia 2020), - Krzysztofa Mazura ze stanowiska podsekretarza stanu w Ministerstwie Rozwoju, Pracy i Technologii (powołany na to stanowisko 5 grudnia 2019). |
| 19 października 2020 | |
| - Przemysława Czarnka na urząd ministra edukacji i nauki, - Anny Goławskiej na stanowisko podsekretarza stanu w Ministerstwie Zdrowia, - Marka Niedużaka i Olgi Semeniuk na stanowiska podsekretarzy stanu w Ministerstwie Rozwoju, Pracy i Technologii. | - Dariusza Piontkowskiego z urzędu ministra edukacji narodowej (powołany na ten urząd 4 czerwca 2019), - Wojciecha Murdzka z urzędu ministra nauki i szkolnictwa wyższego (powołany na ten urząd 16 kwietnia 2020). |
| 20 października 2020 | |
| - Anny Gembickiej na stanowisko sekretarza stanu w Ministerstwie Rolnictwa i Rozwoju Wsi. | – |
| 23 października 2020 | |
| - Marzeny Machałek, sekretarza stanu w Ministerstwie Edukacji Narodowej, na stanowisko pełnomocnika Rządu ds. wspierania wychowawczej funkcji szkoły i placówki, edukacji włączającej oraz kształcenia zawodowego, - Dariusza Piontkowskiego na stanowiska sekretarza stanu w Ministerstwie Edukacji Narodowej, - Roberta Tomanka na stanowisko podsekretarza stanu w Ministerstwie Rozwoju, Pracy i Technologii. | – |
| 26 października 2020 | |
| - Anny Korneckiej na stanowisko podsekretarza stanu w Ministerstwie Rozwoju, Pracy i Technologii. | – |
| 29 października 2020 | |
| - Ryszarda Bartosika na stanowisko sekretarza stanu w Ministerstwie Rolnictwa i Rozwoju Wsi, - Małgorzaty Jarosińskiej-Jedynak na stanowiska sekretarza stanu w Ministerstwie Funduszy i Polityki Regionalnej i pełnomocnika Rządu ds. przygotowania Światowego Forum Miejskiego w Katowicach w 2022 roku, - Anny Gembickiej, sekretarza stanu w Ministerstwie Rolnictwa i Rozwoju Wsi, na stanowisko pełnomocnika Rządu ds. lokalnych inicjatyw społecznych. | – |
| 30 października 2020 | |
| - Danuty Dmowskiej-Andrzejuk na stanowisko pełnomocnika Prezesa Rady Ministrów ds. utworzenia Narodowego Centrum Sportu. | – |
| październik 2020 | |
| - Małgorzaty Golińskiej, Głównego Konserwatora Przyrody, na stanowisko sekretarza stanu w Ministerstwie Klimatu i Środowiska, - Edwarda Siarki, pełnomocnika Rządu ds. leśnictwa i łowiectwa, na stanowisko sekretarza stanu w Ministerstwie Klimatu i Środowiska, - Piotra Dziadzio, Głównego Geologa Kraju, na stanowisko podsekretarza stanu w Ministerstwie Klimatu i Środowiska, - Rafała Siemianowskiego na stanowiska podsekretarza stanu w Kancelarii Prezesa Rady Ministrów oraz zastępcy szefa Kancelarii Prezesa Rady Ministrów. | - Piotra Dziadzio, Głównego Geologa Kraju i pełnomocnika Rządu ds. polityki surowcowej, ze stanowiska sekretarza stanu w Ministerstwie Klimatu (powołany na to stanowisko w listopadzie 2019), - Małgorzaty Golińskiej, Głównego Konserwatora Przyrody, ze stanowiska sekretarza stanu w Ministerstwie Środowiska (powołana na to stanowisko 14 maja 2020), - Edwarda Siarki, pełnomocnika Rządu ds. leśnictwa i łowiectwa, ze stanowiska sekretarza stanu w Ministerstwie Środowiska (powołany na te stanowiska 3 października 2020), - Pawła Szrota ze stanowisk sekretarza stanu w Kancelarii Prezesa Rady Ministrów (powołany na to stanowisko 18 listopada 2015) i zastępcy szefa Kancelarii Prezesa Rady Ministrów (powołany na to stanowisko w 2016), - Jana Białkowskiego ze stanowiska podsekretarza stanu w Ministerstwie Rolnictwa i Rozwoju Wsi (powołany na to stanowisko 28 stycznia 2020), - Aliny Nowak ze stanowiska podsekretarza stanu w Ministerstwie Rodziny i Polityki Społecznej (powołana na to stanowisko 7 stycznia 2020), - Adama Lipińskiego ze stanowisk sekretarza stanu w Kancelarii Premiera (powołany na to stanowisko w listopadzie 2015) oraz pełnomocnika Rządu ds. społeczeństwa obywatelskiego (powołany na to stanowisko w październiku 2016). |
| 1 listopada 2020 | |
| - Anny Tyśkiewicz-Mazur na stanowisko wiceprezesa Rządowego Centrum Legislacji. | – |
| 3 listopada 2020 | |
| - Włodzimierza Bernackiego na stanowiska sekretarza stanu w Ministerstwie Nauki i Szkolnictwa Wyższego oraz pełnomocnika Rządu ds. monitorowania wdrażania reformy szkolnictwa wyższego i nauki. | – |
| 5 listopada 2020 | |
| – | - Józefy Szczurek-Żelazko ze stanowiska sekretarza stanu w Ministerstwie Zdrowia (powołana na to stanowisko 1 lutego 2017), - Wojciecha Maksymowicza ze stanowiska sekretarza stanu w Ministerstwie Nauki i Szkolnictwa Wyższego (powołany na to stanowisko w 2019). |
| 13 listopada 2020 | |
| - Zbigniewa Hoffmanna na stanowisko sekretarza stanu w Kancelarii Prezesa Rady Ministrów. | – |
| 17 listopada 2020 | |
| - Wojciecha Murdzka na stanowisko sekretarza stanu w Ministerstwie Nauki i Szkolnictwa Wyższego, - Marka Gróbarczyka na stanowisko sekretarza stanu w Ministerstwie Infrastruktury. | – |
| 19 listopada 2020 | |
| - Zbigniewa Hoffmanna, sekretarza stanu w Kancelarii Prezesa Rady Ministrów, na stanowisko zastępcy szefa Kancelarii Prezesa Rady Ministrów. | – |
| 29 listopada 2020 | |
| – | - Tomasza Hinca ze stanowiska wojewody zachodniopomorskiego (powołany na to stanowisko 5 marca 2018). |
| 30 listopada 2020 | |
| - Zbigniewa Boguckiego na stanowisko wojewody zachodniopomorskiego. | – |
| listopad 2020 | |
| – | - Roberta Brochockiego ze stanowiska wiceprezesa Rządowego Centrum Legislacji (powołany na to stanowisko 22 grudnia 2014), - Zbigniewa Starca ze stanowiska wicewojewody małopolskiego (powołany na to stanowisko 26 listopada 2018). |
| 15 grudnia 2020 | |
| – | - Piotra Dziedzica ze stanowiska podsekretarza stanu w Ministerstwie Finansów (powołany na to stanowisko 1 lipca 2019), - Łukasza Mikołajczyka ze stanowiska wojewody wielkopolskiego (powołany na to stanowisko 25 listopada 2019). |
| 18 grudnia 2020 | |
| - Ryszarda Pagacza na stanowisko wicewojewody małopolskiego. | – |
| 21 grudnia 2020 | |
| - Grzegorza Witkowskiego na stanowisko podsekretarza stanu w Ministerstwie Infrastruktury. | – |
| 23 grudnia 2020 | |
| – | - Piotra Nowaka ze stanowiska podsekretarza stanu w Ministerstwie Finansów (powołany na to stanowisko 22 grudnia 2015). |
| 2020 | |
| – | - Kazimierza Kuberskiego ze stanowiska podsekretarza stanu w Ministerstwie Rodziny, Pracy i Polityki Społecznej (powołany na to stanowisko 21 stycznia 2019). |

### Rok 2021
| Powołanie | Odwołanie |
| 1 stycznia 2021 | 1 stycznia 2021 |
| --- | --- |
| - Włodzimierza Bernackiego, pełnomocnika Rządu ds. monitorowania wdrażania reformy szkolnictwa wyższego i nauki, na stanowisko sekretarza stanu w Ministerstwie Edukacji i Nauki, - Marzeny Machałek, pełnomocnika Rządu ds. wspierania wychowawczej funkcji szkoły i placówki, edukacji włączającej oraz kształcenia zawodowego, na stanowisko sekretarza stanu w Ministerstwie Edukacji i Nauki, - Wojciecha Murdzka na stanowisko sekretarza stanu w Ministerstwie Edukacji i Nauki, - Dariusza Piontkowskiego na stanowisko sekretarza stanu w Ministerstwie Edukacji i Nauki, - Anny Budzanowskiej na stanowisko podsekretarza stanu w Ministerstwie Edukacji i Nauki, - utworzenie Ministerstwa Edukacji i Nauki.                                                                                                   | - Macieja Kopcia ze stanowiska podsekretarza stanu w Ministerstwie Edukacji Narodowej (powołany na to stanowisko 4 stycznia 2016), - Grzegorza Wrochny ze stanowiska podsekretarza stanu w Ministerstwie Nauki i Szkolnictwa Wyższego (powołany na to stanowisko 16 grudnia 2019), - zniesienie Ministerstwa Edukacji Narodowej oraz Ministerstwa Nauki i Szkolnictwa Wyższego. |
| 18 stycznia 2021 | |
| - Grzegorza Piechowiaka na stanowiska sekretarza stanu w Ministerstwie Rozwoju, Pracy i Technologii oraz pełnomocnika Rządu ds. inwestycji zagranicznych. | – |
| 22 stycznia 2021 | |
| - Tomasza Rzymkowskiego na stanowiska sekretarza stanu w Ministerstwie Edukacji i Nauki oraz pełnomocnika Rządu ds. kształcenia ogólnego i nadzoru pedagogicznego. | – |
| 29 stycznia 2021 | |
| - Michała Zielińskiego na stanowisko wojewody wielkopolskiego. | – |
| styczeń 2021 | |
| - Norberta Maliszewskiego, pełnomocnika Prezesa Rady Ministrów – szefa Centrum Analiz Strategicznych, na stanowisko podsekretarza stanu w Kancelarii Prezesa Rady Ministrów. | – |
| 14 lutego 2021 | |
| – | - Anny Budzanowskiej ze stanowiska podsekretarza stanu w Ministerstwie Edukacji i Nauki (powołana na to stanowisko 10 grudnia 2019). |
| 20 lutego 2021 | |
| – | - Janusza Kowalskiego ze stanowisk sekretarza stanu w Ministerstwie Aktywów Państwowych i pełnomocnika Rządu ds. reformy nadzoru właścicielskiego nad spółkami Skarbu Państwa (powołany na te stanowiska 12 grudnia 2019). |
| 2 marca 2021 | |
| - Anny Krupki na stanowisko sekretarza stanu w Ministerstwie Kultury, Dziedzictwa Narodowego i Sportu, - Jarosława Sellina na stanowisko sekretarza stanu w Ministerstwie Kultury, Dziedzictwa Narodowego i Sportu, - Magdaleny Gawin, Generalnego Konserwatora Zabytków, na stanowisko podsekretarza stanu w Ministerstwie Kultury, Dziedzictwa Narodowego i Sportu, - Wandy Zwinogrodzkiej na stanowisko podsekretarza stanu w Ministerstwie Kultury, Dziedzictwa Narodowego i Sportu, - utworzenie Ministerstwa Kultury, Dziedzictwa Narodowego i Sportu. | - Jacka Osucha ze stanowisk sekretarza stanu w Ministerstwie Sportu i pełnomocnika Rządu ds. infrastruktury sportowej (powołany na te stanowiska w czerwcu 2019), - zniesienie Ministerstwa Kultury i Dziedzictwa Narodowego oraz Ministerstwa Sportu. |
| 12 marca 2021 | |
| - Sławomira Kłosowskiego na stanowisko wojewody opolskiego. | - Adriana Czubaka ze stanowiska wojewody opolskiego (powołany na to stanowisko 8 grudnia 2015). |
| 15 marca 2021 | |
| - Moniki Salamończyk na stanowisko wiceprezesa Rządowego Centrum Legislacji. | – |
| 16 marca 2021 | |
| - Jacka Osucha na stanowiska sekretarza stanu w Ministerstwie Kultury, Dziedzictwa Narodowego i Sportu oraz pełnomocnika Rządu ds. infrastruktury sportowej. | – |
| 12 kwietnia 2021 | |
| - Katarzyny Frydrych na stanowisko podsekretarza stanu w Ministerstwie Sprawiedliwości. | - Anny Dalkowskiej ze stanowiska podsekretarza stanu w Ministerstwie Sprawiedliwości (powołana na to stanowisko 9 września 2019). |
| kwiecień 2021 | |
| – | - Sebastiana Chwałka ze stanowiska sekretarza stanu w Ministerstwie Obrony Narodowej (powołany na to stanowisko 27 stycznia 2020). |
| 7 czerwca 2021 | |
| – | - Marka Zagórskiego ze stanowisk sekretarza stanu w Kancelarii Premiera i pełnomocnika Rządu ds. cyberbezpieczeństwa (powołany na te stanowiska 7 października 2020). |
| 8 czerwca 2021 | |
| - Janusza Cieszyńskiego na stanowiska sekretarza stanu w Kancelarii Premiera i pełnomocnika Rządu ds. cyberbezpieczeństwa. | – |
| 1 lipca 2021 | |
| - Arkadego Rzegockiego na stanowisko szefa Służby Zagranicznej. | – |
| 30 lipca 2021 | |
| – | - Macieja Bieńka ze stanowiska drugiego wicewojewody wielkopolskiego (powołany na to stanowisko 24 stycznia 2020). |
| 4 sierpnia 2021 | |
| – | - Anny Korneckiej ze stanowiska podsekretarza stanu w Ministerstwie Rozwoju, Pracy i Technologii (powołana na to stanowisko 26 października 2020). |
| 11 sierpnia 2021 | |
| – | - Jarosława Gowina z urzędów wiceprezesa Rady Ministrów oraz ministra rozwoju, pracy i technologii (powołany na te urzędy 6 października 2020). |
| 12 sierpnia 2021 | |
| - Andrzeja Gut-Mostowego na stanowisko sekretarza stanu w Ministerstwie Rozwoju i Technologii, - Grzegorza Piechowiaka na stanowiska sekretarza stanu w Ministerstwie Rozwoju i Technologii oraz pełnomocnika Rządu ds. inwestycji zagranicznych, - Marka Niedużaka na stanowisko podsekretarza stanu w Ministerstwie Rozwoju i Technologii, - Olgi Semeniuk na stanowisko podsekretarza stanu w Ministerstwie Rozwoju i Technologii. - utworzenie Ministerstwa Rozwoju i Technologii. | - Iwony Michałek ze stanowiska sekretarza stanu w Ministerstwie Rozwoju, Pracy i Technologii (powołana na to stanowisko 12 października 2020). - zniesienie Ministerstwa Rozwoju, Pracy i Technologii. |
| 13 sierpnia 2021 | |
| – | - Aleksandra Sochy ze stanowiska drugiego wicewojewody warmińsko-mazurskiego (powołany na to stanowisko 24 stycznia 2020). |
| 16 sierpnia 2021 | |
| - Olgi Semeniuk, podsekretarza stanu w Ministerstwie Rozwoju i Technologii, na stanowisko pełnomocnika Rządu ds. Małych i Średnich Przedsiębiorstw. | – |
| 25 sierpnia 2021 | |
| – | - Marcina Sekcińskiego ze stanowiska drugiego wicewojewody podlaskiego (powołany na to stanowisko 3 stycznia 2020). |
| 26 sierpnia 2021 | |
| - Piotra Uścińskiego na stanowisko sekretarza stanu w Ministerstwie Rozwoju i Technologii. | – |
| sierpień 2021 | |
| - Norberta Maliszewskiego, podsekretarza stanu w Kancelarii Prezesa Rady Ministrów, na stanowisko szefa Rządowego Centrum Analiz. | - Norberta Maliszewskiego, podsekretarza stanu w Kancelarii Prezesa Rady Ministrów, ze stanowiska szefa Centrum Analiz Strategicznych (powołany na to stanowisko 12 grudnia 2019). |
| 1 września 2021 | |
| - Radosława Kempinskiego na stanowisko drugiego wicewojewody kujawsko-pomorskiego. | – |
| 8 września 2021 | |
| – | - Marka Subocza ze stanowiska wicewojewody zachodniopomorskiego (powołany na to stanowisko 16 grudnia 2015). |
| 9 września 2021 | |
| - Karola Rabendy na stanowisko podsekretarza stanu w Ministerstwie Aktywów Państwowych. | - Zbigniewa Gryglasa ze stanowiska podsekretarza stanu w Ministerstwie Aktywów Państwowych (powołany na to stanowisko 12 grudnia 2019). |
| 13 września 2021 | |
| - Piotra Brombera na stanowisko podsekretarza stanu w Ministerstwie Zdrowia. | – |
| 30 września 2021 | |
| – | - Ryszarda Kamińskiego ze stanowiska podsekretarza stanu w Ministerstwie Rolnictwa i Rozwoju Wsi (powołany na to stanowisko 19 grudnia 2019). |
| 1 października 2021 | |
| - Tomasza Wójcika na stanowisko wicewojewody zachodniopomorskiego. | – |
| 8 października 2021 | |
| - Artura Sobonia na stanowisko sekretarza stanu w Ministerstwie Rozwoju i Technologii. | - Artura Sobonia ze stanowiska sekretarza stanu w Ministerstwie Aktywów Państwowych (powołany na to stanowisko 5 grudnia 2019). |
| 15 października 2021 | |
| - Łukasza Mejzy na stanowiska sekretarza stanu w Ministerstwie Kultury, Dziedzictwa Narodowego i Sportu oraz pełnomocnika Prezesa Rady Ministrów ds. nowych technologii w sporcie. | – |
| 20 października 2021 | |
| - Norberta Maliszewskiego, szefa Rządowego Centrum Analiz, na stanowisko sekretarza stanu w Kancelarii Premiera. | - Norberta Maliszewskiego, szefa Rządowego Centrum Analiz, ze stanowiska podsekretarza stanu w Kancelarii Premiera (powołany na to stanowisko w styczniu 2021). |
| 26 października 2021 | |
| - Piotra Glińskiego na urzędy wiceprezesa Rady Ministrów, ministra kultury i dziedzictwa narodowego oraz Przewodniczącego Komitetu ds. Pożytku Publicznego, - Henryka Kowalczyka na urzędy wiceprezesa Rady Ministrów oraz ministra rolnictwa i rozwoju wsi, - Kamila Bortniczuka na urząd ministra sportu i turystyki, - Tadeusza Kościńskiego na urząd ministra finansów, - Piotra Nowaka na urząd ministra rozwoju i technologii, - Anny Moskwy na urząd ministra klimatu i środowiska, - Grzegorza Pudy na urząd ministra funduszy i polityki regionalnej, - Olgi Semeniuk, pełnomocnika Rządu ds. Małych i Średnich Przedsiębiorstw, na stanowisko sekretarza stanu w Ministerstwie Rozwoju i Technologii. - utworzenie Ministerstwa Sportu i Turystyki, - utworzenie Ministerstwa Kultury i Dziedzictwa Narodowego. | - Piotra Glińskiego z urzędów wiceprezesa Rady Ministrów, ministra kultury, dziedzictwa narodowego i sportu oraz Przewodniczącego Komitetu ds. Pożytku Publicznego, - Tadeusza Kościńskiego z urzędu ministra finansów, funduszy i polityki regionalnej, - Grzegorza Pudy z urzędu ministra rolnictwa i rozwoju wsi, - Michała Kurtyki z urzędu ministra klimatu i środowiska, - Olgi Semeniuk, pełnomocnika Rządu ds. Małych i Średnich Przedsiębiorstw, ze stanowiska podsekretarza stanu w Ministerstwie Rozwoju i Technologii (powołana na to stanowisko 17 sierpnia 2021). - zniesienie Ministerstwa Kultury, Dziedzictwa Narodowego i Sportu. |
| 27 października 2021 | |
| - Anny Krupki na stanowisko sekretarza stanu w Ministerstwie Sportu i Turystyki, - Jacka Osucha na stanowisko sekretarza stanu w Ministerstwie Sportu i Turystyki, - Łukasza Mejzy na stanowiska sekretarza stanu w Ministerstwie Sportu i Turystyki oraz pełnomocnika Prezesa Rady Ministrów ds. nowych technologii w sporcie. | - Anny Krupki ze stanowiska sekretarza stanu w Ministerstwie Kultury, Dziedzictwa Narodowego i Sportu (powołana na to stanowisko 2 marca 2021), - Jacka Osucha ze stanowiska sekretarza stanu w Ministerstwie Kultury, Dziedzictwa Narodowego i Sportu (powołany na to stanowisko 16 marca 2021), - Łukasza Mejzy ze stanowisk sekretarza stanu w Ministerstwie Kultury, Dziedzictwa Narodowego i Sportu oraz pełnomocnika Prezesa Rady Ministrów ds. nowych technologii w sporcie (powołany na te stanowiska 15 października 2021). |
| 29 października 2021 | |
| - Andrzeja Gut-Mostowego na stanowisko sekretarza stanu w Ministerstwie Sportu i Turystyki. | - Andrzeja Gut-Mostowego ze stanowiska sekretarza stanu w Ministerstwie Rozwoju i Technologii (powołany na to stanowisko 12 sierpnia 2021). |
| październik 2021 | |
| - Izabeli Antos na stanowiska podsekretarza stanu w Kancelarii Prezesa Rady Ministrów i zastępcy szefa Kancelarii Prezesa Rady Ministrów. | - Rafała Siemianowskiego ze stanowisk podsekretarza stanu w Kancelarii Prezesa Rady Ministrów i zastępcy szefa Kancelarii Prezesa Rady Ministrów (powołany na te stanowiska 23 października 2020). |
| 4 listopada 2021 | |
| - Rafała Romanowskiego na stanowisko podsekretarza stanu w Ministerstwie Rolnictwa i Rozwoju Wsi. | – |
| 8 listopada 2021 | |
| – | - Teresy Barańskiej ze stanowiska wicewojewody opolskiego (powołana na to stanowisko 17 grudnia 2019). |
| 9 listopada 2021 | |
| - Krzysztofa Ciecióry na stanowisko podsekretarza stanu w Ministerstwie Rolnictwa i Rozwoju Wsi, - Mariusza Gojnego na stanowiska podsekretarza stanu w Ministerstwie Finansów i zastępcy szefa Krajowej Administracji Skarbowej. | - Krzysztofa Ciecióry ze stanowiska drugiego wicewojewody łódzkiego (powołany na to stanowisko 4 lipca 2019). |
| 10 listopada 2021 | |
| - Norberta Kaczmarczyka na stanowiska sekretarza stanu w Ministerstwie Rolnictwa i Rozwoju Wsi oraz pełnomocnika Rządu ds. przetwórstwa i rozwoju rynków rolnych, - Tomasza Witkowskiego na stanowisko wicewojewody opolskiego. | – |
| 12 listopada 2021 | |
| - Jana Kanthaka na stanowisko sekretarza stanu w Ministerstwie Aktywów Państwowych. | – |
| 15 listopada 2021 | |
| - Piotra Pyzika na stanowisko podsekretarza stanu w Ministerstwie Aktywów Państwowych. | – |
| 18 listopada 2021 | |
| - Piotra Ciepluchy na stanowisko drugiego wicewojewody łódzkiego. | – |
| 22 listopada 2021 | |
| - Bogusławy Szczerbińskiej na stanowisko drugiego wicewojewody podlaskiego, - Olimpii Tomczyk-Iwko na stanowisko drugiego wicewojewody lubuskiego. | – |
| 25 listopada 2021 | |
| - Piotra Opaczewskiego na stanowisko drugiego wicewojewody warmińsko-mazurskiego. | – |
| 1 grudnia 2021 | |
| - Szymona Giżyńskiego na stanowisko sekretarza stanu w Ministerstwie Kultury i Dziedzictwa Narodowego oraz pełnomocnika Rządu ds. działalności edukacyjnej oraz analizowania sposobu realizacji misji publicznej w środkach masowego przekazu, - Lecha Kołakowskiego na stanowisko sekretarza stanu w Ministerstwie Rolnictwa i Rozwoju Wsi. | - Szymona Giżyńskiego ze stanowiska sekretarza stanu w Ministerstwie Rolnictwa i Rozwoju Wsi (powołany na to stanowisko 3 lipca 2018), - Anny Goławskiej ze stanowiska podsekretarza stanu w Ministerstwie Zdrowia (powołana na to stanowisko 19 października 2020). |
| 7 grudnia 2021 | |
| - Mariusza Goleckiego na stanowisko podsekretarza stanu w Ministerstwie Rozwoju i Technologii. | – |
| 21 grudnia 2021 | |
| - Aleksandra Jankowskiego na stanowisko drugiego wicewojewody pomorskiego. | - Michała Bąkowskiego ze stanowiska drugiego wicewojewody pomorskiego (powołany na to stanowisko 27 maja 2020). |
| 24 grudnia 2021 | |
| – | - Łukasza Mejzy ze stanowisk sekretarza stanu w Ministerstwie Sportu i Turystyki oraz pełnomocnika Prezesa Rady Ministrów ds. nowych technologii w sporcie (powołany na te stanowiska 27 października 2021). |
| 30 grudnia 2021 | |
| – | - Marka Niedużaka ze stanowiska podsekretarza stanu w Ministerstwie Rozwoju i Technologii (powołany na to stanowisko 12 sierpnia 2021). |
| 31 grudnia 2021 | |
| – | - Magdaleny Gawin ze stanowisk podsekretarza stanu w Ministerstwie Kultury i Dziedzictwa Narodowego oraz Generalnego Konserwatora Zabytków (powołana na te stanowiska 26 listopada 2015). |

### Rok 2022
| Powołanie | Odwołanie |
| 1 stycznia 2022 | 1 stycznia 2022 |
| --- | --- |
| - Jarosława Sellina, sekretarza stanu w Ministerstwie Kultury i Dziedzictwa Narodowego, na stanowisko Generalnego Konserwatora Zabytków. | – |
| 13 stycznia 2022 | |
| - Mateusza Wagemanna na stanowisko drugiego wicewojewody zachodniopomorskiego. | – |
| 24 stycznia 2022 | |
| - Artura Sobonia na stanowisko sekretarza stanu w Ministerstwie Finansów. | - Artura Sobonia ze stanowisk sekretarza stanu w Ministerstwie Rozwoju i Technologii oraz pełnomocnika Prezesa Rady Ministrów ds. rozwoju lokalnego (powołany na te stanowiska 8 października 2021). |
| 31 stycznia 2022 | |
| – | - Sławomira Gadomskiego ze stanowiska podsekretarza stanu w Ministerstwie Zdrowia (powołany na to stanowisko 5 czerwca 2018). |
| 3 lutego 2022 | |
| - Beaty Maszewskiej na stanowisko drugiego wicewojewody wielkopolskiego. | – |
| 7 lutego 2022 | |
| - Michała Wiśniewskiego na stanowisko podsekretarza stanu w Ministerstwie Rozwoju i Technologii. | – |
| 8 lutego 2022 | |
| - Rafała Romanowskiego na stanowiska sekretarza stanu w Ministerstwie Rolnictwa i Rozwoju Wsi oraz pełnomocnika Rządu ds. kształtowania ustroju rolnego. | - Rafała Romanowskiego ze stanowiska podsekretarza stanu w Ministerstwie Rolnictwa i Rozwoju Wsi (powołany na to stanowisko 4 listopada 2021). |
| 9 lutego 2022 | |
| – | - Tadeusza Kościńskiego z urzędu ministra finansów (powołany na ten urząd 26 października 2021). |
| 11 lutego 2022 | |
| – | - Jana Sarnowskiego ze stanowiska podsekretarza stanu w Ministerstwie Finansów (powołany na to stanowisko 28 listopada 2019). |
| 16 lutego 2022 | |
| – | - Bogdana Święczkowskiego ze stanowisk Prokuratora Krajowego i pierwszego zastępcy Prokuratora Generalnego (powołany na te stanowiska 7 marca 2016). |
| 9 marca 2022 | |
| - Radosława Wiatra na stanowisko drugiego wicewojewody podkarpackiego. | – |
| 18 marca 2022 | |
| - Dariusza Barskiego na stanowisko Prokuratora Krajowego i pierwszego zastępcy Prokuratora Generalnego. | – |
| 31 marca 2022 | |
| – | - Marka Pasionka ze stanowiska zastępcy Prokuratora Generalnego (powołany na to stanowisko 7 marca 2016). |
| 2 kwietnia 2022 | |
| - Pawła Szefernakera, sekretarza stanu w Ministerstwie Spraw Wewnętrznych i Administracji, na stanowisko pełnomocnika Rządu ds. uchodźców wojennych z Ukrainy. | – |
| 7 kwietnia 2022 | |
| - Marcina Martyniaka na stanowisko podsekretarza stanu w Ministerstwie Zdrowia. | - Piotra Nowaka z urzędu ministra rozwoju i technologii (powołany na ten urząd 26 października 2021). |
| 8 kwietnia 2022 | |
| - Waldemara Budy na urząd ministra rozwoju i technologii. | - Waldemara Budy ze stanowiska sekretarza stanu w Ministerstwie Funduszy i Polityki Regionalnej (powołany na to stanowisko 19 listopada 2019). |
| 15 kwietnia 2022 | |
| - Marcina Horały, sekretarza stanu w Ministerstwie Infrastruktury i pełnomocnika Rządu ds. CPK dla RP, na stanowisko sekretarza stanu w Ministerstwie Funduszy i Polityki Regionalnej. | – |
| 26 kwietnia 2022 | |
| - Magdaleny Rzeczkowskiej na urząd ministra finansów. | - Magdaleny Rzeczkowskiej ze stanowisk sekretarza stanu w Ministerstwie Finansów oraz szefa Krajowej Administracji Skarbowej (powołana na te stanowiska 3 marca 2020). |
| 3 maja 2022 | |
| - Tomasza Rzymkowskiego, sekretarza stanu w Ministerstwie Edukacji i Nauki, na stanowisko pełnomocnika Rządu ds. rozwoju i umiędzynarodowienia edukacji i nauki. | - Tomasza Rzymkowskiego, sekretarza stanu w Ministerstwie Edukacji i Nauki, ze stanowiska pełnomocnika Rządu ds. kształcenia ogólnego i nadzoru pedagogicznego (powołany na to stanowisko 22 stycznia 2021).                                                                                             |
| 4 maja 2022 | |
| – | - Józefa Leśniaka ze stanowiska pierwszego wicewojewody małopolskiego (powołany na to stanowisko 5 grudnia 2019). |
| 6 maja 2022 | |
| – | - Mariusza Goleckiego ze stanowiska podsekretarza stanu w Ministerstwie Rozwoju i Technologii (powołany na to stanowisko 7 grudnia 2021), - Michała Wiśniewskiego ze stanowiska podsekretarza stanu w Ministerstwie Rozwoju i Technologii (powołany na to stanowisko 7 lutego 2022).                     |
| 12 maja 2022 | |
| - Bartosza Zbaraszczuka na stanowiska sekretarza stanu w Ministerstwie Finansów oraz szefa Krajowej Administracji Skarbowej. | – |
| 16 maja 2022 | |
| - Kamili Król na stanowisko podsekretarza stanu w Ministerstwie Rozwoju i Technologii. | – |
| 27 maja 2022 | |
| - Michała Wiśniewskiego na stanowisko podsekretarza stanu w Ministerstwie Obrony Narodowej. | – |
| 2 czerwca 2022 | |
| - Anity Czerwińskiej na stanowiska sekretarza stanu w Ministerstwie Rodziny i Polityki Społecznej oraz pełnomocnika Rządu ds. ekonomii społecznej. | – |
| 6 czerwca 2022 | |
| - Pawła Lewandowskiego na stanowisko podsekretarza stanu w Kancelarii Prezesa Rady Ministrów. | – |
| 15 czerwca 2022 | |
| – | - Michała Cieślaka z urzędu ministra-członka Rady Ministrów (powołany na to stanowisko 6 października 2020). |
| 19 czerwca 2022 | |
| – | - Jarosława Kaczyńskiego z urzędu wiceprezesa Rady Ministrów (powołany na ten urząd 6 października 2020) oraz ze stanowiska przewodniczącego Komitetu ds. Bezpieczeństwa Narodowego i spraw Obronnych (powołany na to stanowisko 6 października 2020).                                                   |
| 22 czerwca 2022 | |
| - Mariusza Błaszczaka, ministra obrony narodowej, na urząd wiceprezesa Rady Ministrów oraz na stanowisko przewodniczącego Komitetu ds. Bezpieczeństwa Narodowego i spraw Obronnych, - Agnieszki Ścigaj na urząd ministra-członka Rady Ministrów, - Zbigniewa Hoffmanna na urząd ministra-członka Rady Ministrów, - Włodzimierza Tomaszewskiego na urząd ministra-członka Rady Ministrów, - Tadeusza Kościńskiego na stanowiska sekretarza stanu w Kancelarii Prezesa Rady Ministrów oraz pełnomocnika Rządu ds. pozyskiwania źródeł finansowania dla przedsięwzięć służących wzmocnieniu bezpieczeństwa i obronności państwa. | - Zbigniewa Hoffmanna ze stanowisk sekretarza stanu w Kancelarii Prezesa Rady Ministrów (powołany na to stanowisko 13 listopada 2020) i zastępcy szefa Kancelarii Prezesa Rady Ministrów (powołany na to stanowisko 19 listopada 2020).                                                                  |
| 7 lipca 2022 | |
| - Ryszarda Pagacza na stanowisko pierwszego wicewojewody małopolskiego, - Mateusza Małodzińskiego na stanowisko drugiego wicewojewody małopolskiego. | - Ryszarda Pagacza ze stanowiska drugiego wicewojewody małopolskiego (powołany na to stanowisko 18 grudnia 2020). |
| 14 lipca 2022 | |
| - Krzysztofa Urbaniaka na stanowisko zastępcy Prokuratora Generalnego. | – |
| 18 lipca 2022 | |
| - Anny Łukaszewskiej-Trzeciakowskiej na stanowisko podsekretarza stanu w Ministerstwie Klimatu i Środowiska. | – |
| 20 lipca 2022 | |
| – | - Piotra Naimskiego ze stanowisk sekretarza stanu w Kancelarii Prezesa Rady Ministrów i pełnomocnika Rządu ds. strategicznej infrastruktury energetycznej (powołany na te stanowiska 23 grudnia 2015).                                                                                                   |
| 26 lipca 2022 | |
| - Mateusza Bergera na stanowiska sekretarza stanu w Kancelarii Prezesa Rady Ministrów i pełnomocnika Rządu ds. strategicznej infrastruktury energetycznej. | – |
| 27 lipca 2022 | |
| - Arkadiusza Czartoryskiego na stanowiska sekretarza stanu w Ministerstwie Sportu i Turystyki oraz pełnomocnika Rządu ds. rozwoju Sportu dzieci i młodzieży. | – |
| 28 lipca 2022 | |
| - Marcina Horały, sekretarza stanu w Ministerstwie Funduszy i Polityki Regionalnej, na stanowisko pełnomocnika Rządu ds. Centralnego Portu Komunikacyjnego. | - Marcina Horały ze stanowisk sekretarza stanu w Ministerstwie Infrastruktury oraz pełnomocnika Rządu ds. Centralnego Portu Komunikacyjnego dla Rzeczypospolitej Polskiej (powołany na te stanowiska 28 listopada 2019).                                                                                 |
| 9 września 2022 | |
| - Stanisława Żaryna na stanowiska sekretarza stanu w Kancelarii Prezesa Rady Ministrów i pełnomocnika Rządu ds. Bezpieczeństwa Przestrzeni Informacyjnej RP. | – |
| 13 września 2022 | |
| – | - Norberta Kaczmarczyka ze stanowisk sekretarza stanu w Ministerstwie Rolnictwa i Rozwoju Wsi oraz pełnomocnika Rządu ds. przetwórstwa i rozwoju rynków rolnych (powołany na te stanowiska 10 listopada 2021).                                                                                           |
| 15 września 2022 | |
| - Janusza Kowalskiego na stanowiska sekretarza stanu w Ministerstwie Rolnictwa i Rozwoju Wsi oraz pełnomocnika Rządu ds. transformacji energetycznej obszarów wiejskich. | – |
| 12 października 2022 | |
| - Marka Kuchcińskiego na urząd ministra-członka Rady Ministrów. | - Konrada Szymańskiego z urzędu ministra do spraw Unii Europejskiej (powołany na ten urząd 5 marca 2020). |
| 13 października 2022 | |
| - Szymona Szynkowskiego vel Sęka na urząd ministra do spraw Unii Europejskiej, - Marka Kuchcińskiego, ministra-członka Rady Ministrów, na stanowisko szefa Kancelarii Prezesa Rady Ministrów. | - Szymona Szynkowskiego vel Sęka ze stanowiska sekretarza stanu w Ministerstwie Spraw Zagranicznych (powołany na to stanowisko 1 czerwca 2018), - Michała Dworczyka, ministra-członka Rady Ministrów, ze stanowiska szefa Kancelarii Prezesa Rady Ministrów (powołany na to stanowisko 19 grudnia 2017). |
| 28 października 2022 | |
| - Arkadiusza Mularczyka na stanowisko sekretarza stanu w Ministerstwie Spraw Zagranicznych. | – |
| październik 2022 | |
| - Andrzeja Klarkowskiego na stanowiska podsekretarza stanu w Kancelarii Prezesa Rady Ministrów i zastępcy szefa Kancelarii Prezesa Rady Ministrów. | – |
| listopad 2022 | |
| - Karoliny Rudzińskiej na stanowisko podsekretarza stanu w Kancelarii Prezesa Rady Ministrów. | – |
| 29 listopada 2022 | |
| - Jana Kanthaka, sekretarza stanu w Ministerstwie Aktywów Państwowych, na stanowisko pełnomocnika Rządu ds. strategicznych inwestycji zagranicznych spółek z udziałem Skarbu Państwa. | – |
| 6 grudnia 2022 | |
| - Wojciecha Gerwela na stanowisko podsekretarza stanu w Ministerstwie Spraw Zagranicznych. | – |
| 28 grudnia 2022 | |
| – | - Agaty Gałuszki-Górskiej ze stanowiska zastępcy Prokuratora Krajowego (powołana na to stanowisko 18 marca 2016). |

### Rok 2023
| Powołanie | Odwołanie |
| 4 stycznia 2023 | 4 stycznia 2023 |
| --- | --- |
| - Beaty Sobieraj-Skoniecznej na stanowisko zastępcy Prokuratora Krajowego. | – |
| 12 stycznia 2023 | |
| – | - Marcina Przydacza ze stanowiska podsekretarza stanu w Ministerstwie Spraw Zagranicznych (powołany na to stanowisko 19 marca 2019). |
| 28 lutego 2023 | |
| – | - Wandy Zwinogrodzkiej ze stanowiska podsekretarza stanu w Ministerstwie Kultury i Dziedzictwa Narodowego (powołana na to stanowisko 23 listopada 2015). |
| 1 marca 2023 | |
| - Marka Wesołego na stanowiska sekretarza stanu w Ministerstwie Aktywów Państwowych oraz pełnomocnika Rządu ds. transformacji spółek energetycznych i górnictwa węglowego. | - Piotra Pyzika, podsekretarza stanu w Ministerstwie Aktywów Państwowych, ze stanowiska pełnomocnika Rządu ds. transformacji spółek energetycznych i górnictwa węglowego (powołany na to stanowisko 15 listopada 2021). |
| 10 marca 2023 | |
| – | - Jacka Żalka ze stanowiska sekretarza stanu w Ministerstwie Funduszy i Polityki Regionalnej (powołany na to stanowisko 9 kwietnia 2020). |
| 15 marca 2023 | |
| – | - Konstantego Radziwiłła ze stanowiska wojewody mazowieckiego (powołany na to stanowisko 25 listopada 2019). |
| 22 marca 2023 | |
| – | - Piotra Mazurka ze stanowisk sekretarza stanu w Kancelarii Prezesa Rady Ministrów i wiceprzewodniczącego Komitetu ds. pożytku publicznego (powołany na te stanowiska 16 listopada 2020) oraz pełnomocnika Rządu ds. polityki młodzieżowej (powołany na to stanowisko 23 września 2020). |
| 6 kwietnia 2023 | |
| - Henryka Kowalczyka na urząd wiceprezesa Rady Ministrów, - Janusza Cieszyńskiego na urząd ministra cyfryzacji, - Roberta Telusa na urząd ministra rolnictwa i rozwoju wsi, - Piotra Ciepluchy na stanowisko podsekretarza stanu w Ministerstwie Sprawiedliwości. | - Mateusza Morawieckiego, prezesa Rady Ministrów, z urzędu ministra cyfryzacji (powołany na ten urząd 6 października 2020), - Henryka Kowalczyka z urzędów wiceprezesa Rady Ministrów oraz ministra rolnictwa i rozwoju wsi (powołany na te urzędy 26 października 2021), - Janusza Cieszyńskiego ze stanowisk sekretarz stanu w Kancelarii Premiera i pełnomocnika Rządu ds. cyberbezpieczeństwa (powołany na te stanowiska 8 czerwca 2021), - Piotra Ciepluchy ze stanowiska drugiego wicewojewody łódzkiego (powołany na to stanowisko 16 listopada 2021). |
| 18 kwietnia 2023 | |
| - Tobiasza Bocheńskiego na stanowisko wojewody mazowieckiego, - Karola Młynarczyka na stanowisko wojewody łódzkiego. | - Tobiasza Bocheńskiego ze stanowiska wojewody łódzkiego (powołany na to stanowisko 25 listopada 2019), - Karola Młynarczyka ze stanowiska pierwszego wicewojewody łódzkiego (powołany na to stanowisko 17 grudnia 2015). |
| 20 kwietnia 2023 | |
| - Jarosława Brózdy na stanowisko drugiego wicewojewody łódzkiego. | – |
| 30 kwietnia 2023 | |
| – | - Adama Andruszkiewicza ze stanowiska sekretarza stanu w Kancelarii Premiera (powołany na to stanowisko 7 października 2020), - Pawła Lewandowskiego ze stanowiska podsekretarza stanu w Kancelarii Premiera (powołany na to stanowisko 6 czerwca 2022). |
| kwiecień 2023 | |
| - Wandy Zwinogrodzkiej na stanowisko podsekretarza stanu w Ministerstwie Kultury i Dziedzictwa Narodowego. | – |
| 1 maja 2023 | |
| - Adama Andruszkiewicza na stanowisko sekretarza stanu w Ministerstwie Cyfryzacji, - Pawła Lewandowskiego na stanowisko podsekretarza stanu w Ministerstwie Cyfryzacji, - utworzenie ponowne Ministerstwa Cyfryzacji. | – |
| 5 maja 2023 | |
| - Marcina Buchali na stanowisko pierwszego wicewojewody łódzkiego. | – |
| 15 maja 2023 | |
| - Jadwigi Emilewicz na stanowiska sekretarza stanu w Ministerstwie Funduszy i Polityki Regionalnej oraz pełnomocnika Rządu ds. polsko-ukraińskiej współpracy rozwojowej. | – |
| 2 czerwca 2023 | |
| - Anny Łukaszewskiej-Trzeciakowskiej na stanowiska sekretarza stanu w Kancelarii Premiera oraz pełnomocnika Rządu ds. Strategicznej Infrastruktury Energetycznej. | - Anny Łukaszewskiej-Trzeciakowskiej ze stanowiska podsekretarza stanu w Ministerstwie Klimatu i Środowiska (powołana na to stanowisko 18 lipca 2022), - Mateusza Bergera ze stanowisk sekretarza stanu w Kancelarii Premiera oraz pełnomocnika Rządu ds. Strategicznej Infrastruktury Energetycznej (powołany na te stanowiska 26 lipca 2022). |
| 15 czerwca 2023 | |
| - Eweliny Owczarskiej na stanowisko podsekretarza stanu w Ministerstwie Funduszy i Polityki Regionalnej. | – |
| 21 czerwca 2023 | |
| - Jarosława Kaczyńskiego na urząd wiceprezesa Rady Ministrów, - Mariusza Błaszczaka na urząd ministra obrony narodowej, - Piotra Glińskiego na urzędy ministra kultury i dziedzictwa narodowego oraz przewodniczącego Komitetu Społecznego Rady Ministrów, - Jacka Sasina na urząd ministra aktywów państwowych, - Henryka Kowalczyka na urząd ministra-członka Rady Ministrów. | - Mariusza Błaszczaka z urzędów wiceprezesa Rady Ministrów (powołany na ten urząd 22 czerwca 2022) oraz ministra obrony narodowej (powołany na ten urząd 9 stycznia 2018), - Piotra Glińskiego z urzędów wiceprezesa Rady Ministrów (powołany na ten urząd 16 listopada 2015), ministra kultury i dziedzictwa narodowego (powołany na te urząd 21 października 2021) oraz przewodniczącego Komitetu Społecznego Rady Ministrów (powołany na to stanowisko 24 czerwca 2019), - Henryka Kowalczyka z urzędu wiceprezesa Rady Ministrów (powołany na ten urząd 6 kwietnia 2023), - Jacka Sasina z urzędów wiceprezesa Rady Ministrów (powołany na ten urząd 4 czerwca 2019) oraz ministra aktywów państwowych (powołany na ten urząd 15 listopada 2019). |
| 10 sierpnia 2023 | |
| - Katarzyny Sójki na urząd ministra zdrowia. | - Adama Niedzielskiego z urzędu ministra zdrowia (powołany na ten urząd 26 sierpnia 2020). |
| 25 sierpnia 2023 | |
| – | - Arkadego Rzegockiego ze stanowiska szefa Służby Zagranicznej w Ministerstwie Spraw Zagranicznych (powołany na to stanowisko 1 lipca 2021). |
| 26 sierpnia 2023 | |
| - Piotra Rychlika na stanowisko szefa Służby Zagranicznej w Ministerstwie Spraw Zagranicznych. | – |
| 31 sierpnia 2023 | |
| – | - Piotra Wawrzyka ze stanowiska sekretarza stanu w Ministerstwie Spraw Zagranicznych (powołany na to stanowisko 27 listopada 2019). |
| 11 września 2023 | |
| - Jarosława Lindenberga na stanowisko podsekretarza stanu w Ministerstwie Spraw Zagranicznych. | – |
| październik 2023 | |
| – | - Andrzeja Śliwki ze stanowiska podsekretarza stanu w Ministerstwie Aktywów Państwowych (powołany na to stanowisko 17 czerwca 2020). |
| 2 listopada 2023 | |
| – | - Władysława Dajczaka ze stanowiska wojewody lubuskiego (powołany na to stanowisko 10 stycznia 2020), - Łukasza Kmity ze stanowiska wojewody małopolskiego (powołany na to stanowisko 7 sierpnia 2020), - Ewy Leniart ze stanowiska wojewody podkarpackiego (powołana na to stanowisko 10 stycznia 2020), - Jarosława Wieczorka ze stanowiska wojewody śląskiego (powołany na to stanowisko 8 grudnia 2015), - Artura Chojeckiego ze stanowiska wojewody warmińsko-mazurskiego (powołany na to stanowisko 8 grudnia 2015), - Zbigniewa Boguckiego ze stanowiska wojewody zachodniopomorskiego (powołany na to stanowisko 30 listopada 2020). |
| 3 listopada 2023 | |
| - Monice Salamończyk, wiceprezesowi Rządowego Centrum Legislacji, powierzenie obowiązków prezesa Rządowego Centrum Legislacji. | - Krzysztofa Szczuckiego ze stanowiska prezesa Rządowego Centrum Legislacji (powołany na to stanowisko 1 września 2020). |
| 7 listopada 2023 | |
| – | - Krzysztofa Ciecióry ze stanowiska podsekretarza stanu w Ministerstwie Rolnictwa i Rozwoju Wsi (powołany na to stanowisko 9 listopada 2021). |
| 10 listopada 2023 | |
| – | - Katarzyny Frydrych ze stanowiska podsekretarza stanu w Ministerstwie Sprawiedliwości (powołana na to stanowisko 12 kwietnia 2021), - Piotra Patkowskiego ze stanowisk podsekretarza stanu w Ministerstwie Finansów i głównego rzecznika dyscypliny finansów publicznych (powołany na te stanowiska 16 kwietnia 2020). |
| 27 listopada 2023 | |
| – | - Mateusza Morawieckiego z urzędu prezesa Rady Ministrów (powołany na ten urząd 15 listopada 2019), - Jarosława Kaczyńskiego z urzędu wiceprezesa Rady Ministrów (powołany na ten urząd 21 czerwca 2023), - Piotra Glińskiego z urzędów ministra kultury i dziedzictwa narodowego oraz przewodniczącego Komitetu do spraw Pożytku Publicznego (powołany na te urzędy 21 czerwca 2023), - Jacka Sasina z urzędu ministra aktywów państwowych (powołany na ten urząd 21 czerwca 2023), - Mariusza Błaszczaka z urzędu ministra obrony narodowej (powołany na ten urząd 21 czerwca 2023), - Andrzeja Adamczyka z urzędu ministra infrastruktury (powołany na ten urząd 15 listopada 2019), - Michała Dworczyka z urzędu ministra-członka Rady Ministrów (powołany na ten urząd 15 listopada 2019), - Mariusza Kamińskiego z urzędów ministra spraw wewnętrznych i administracji oraz ministra-członka Rady Ministrów (powołany na te urzędy 15 listopada 2019), - Marleny Maląg z urzędu ministra rodziny i polityki społecznej (powołana na ten urząd 6 października 2020), - Łukasza Schreibera z urzędu ministra-członka Rady Ministrów (powołany na ten urząd 15 listopada 2019), - Zbigniewa Ziobrę z urzędu ministra sprawiedliwości (powołany na ten urząd 15 listopada 2019), - Zbigniewa Raua z urzędu ministra spraw zagranicznych (powołany na ten urząd 26 sierpnia 2020), - Grzegorza Pudy z urzędu ministra funduszy i polityki regionalnej (powołany na ten urząd 26 października 2021), - Michała Wójcika z urzędu ministra-członka Rady Ministrów (powołany na ten urząd 16 października 2020), - Przemysława Czarnka z urzędu ministra edukacji i nauki (powołany na ten urząd 19 października 2020), - Henryka Kowalczyka z urzędu ministra-członka Rady Ministrów (powołany na ten urząd 21 czerwca 2023), - Kamila Bortniczuka z urzędu ministra sportu i turystyki (powołany na ten urząd 26 października 2021), - Anny Moskwy z urzędu ministra klimatu i środowiska (powołana na ten urząd 26 października 2021), - Waldemara Budy z urzędu ministra rozwoju i technologii (powołany na ten urząd 8 kwietnia 2022), - Magdaleny Rzeczkowskiej z urzędu ministra finansów (powołana na ten urząd 26 kwietnia 2022), - Włodzimierza Tomaszewskiego z urzędu ministra-członka Rady Ministrów (powołany na ten urząd 17 czerwca 2022), - Zbigniewa Hoffmanna z urzędu ministra-członka Rady Ministrów (powołany na ten urząd 22 czerwca 2022), - Agnieszki Ścigaj z urzędu ministra-członka Rady Ministrów (powołana na ten urząd 22 czerwca 2022), - Marka Kuchcińskiego z urzędu ministra-członka Rady Ministrów (powołany na ten urząd 12 października 2022) oraz ze stanowiska szefa Kancelarii Prezesa Rady Ministrów (powołany na to stanowisko 12 października 2022), - Szymona Szynkowskiego vel Sęka z urzędu ministra do spraw Unii Europejskiej (powołany na ten urząd 13 października 2022), - Janusza Cieszyńskiego z urzędu ministra cyfryzacji (powołany na ten urząd 6 kwietnia 2023), - Roberta Telusa z urzędu ministra rolnictwa i rozwoju wsi (powołany na ten urząd 6 kwietnia 2023), - Katarzyny Sójki z urzędu ministra zdrowia (powołana na ten urząd 10 sierpnia 2023), - Izabeli Antos ze stanowisk zastępcy szefa Kancelarii Prezesa Rady Ministrów i podsekretarza stanu w KPRM (powołana na te stanowiska w październiku 2021), - Anny Gembickiej ze stanowiska sekretarza stanu w Ministerstwie Rolnictwa i Rozwoju Wsi (powołana na to stanowisko 20 października 2020), - Małgorzaty Jarosińskiej-Jedynak ze stanowiska sekretarza stanu w Ministerstwie Funduszy i Polityki Regionalnej (powołana na to stanowisko 29 października 2020), - Jacka Ozdoby ze stanowiska sekretarza stanu w Ministerstwie Klimatu i Środowiska (powołany na to stanowisko w październiku 2020), - Pawła Szefernakera ze stanowiska sekretarza stanu w Ministerstwie Spraw Wewnętrznych i Administracji (powołany na to stanowisko 17 stycznia 2018), - Anny Łukaszewskiej-Trzeciakowskiej ze stanowisk sekretarza stanu w Kancelarii Prezesa Rady Ministrów i pełnomocnika rządu ds. strategicznej infrastruktury energetycznej (powołana na te stanowiska 2 czerwca 2023), - Marcina Warchoła ze stanowiska sekretarza stanu w Ministerstwie Sprawiedliwości (powołany na to stanowisko od 17 grudnia 2019). |
| listopad 2023 | |
| - Pawła Jabłońskiego na stanowisko sekretarza stanu w Ministerstwie Spraw Zagranicznych, - Marcina Romanowskiego na stanowisko sekretarza stanu w Ministerstwie Sprawiedliwości. | - Jacka Osucha ze stanowiska sekretarza stanu w Ministerstwie Sportu i Turystyki (powołany na to stanowisko 27 października 2021), - Pawła Jabłońskiego ze stanowiska podsekretarza stanu w Ministerstwie Spraw Zagranicznych (powołany na to stanowisko 27 listopada 2019), - Marcina Romanowskiego ze stanowiska podsekretarza stanu w Ministerstwie Sprawiedliwości (powołany na to stanowisko 4 czerwca 2019), - Grzegorza Witkowskiego ze stanowiska podsekretarza stanu w Ministerstwie Infrastruktury (powołany na to stanowisko 21 grudnia 2020). |

## Powołania i odwołania w administracji rządowej
| Powołanie | Odwołanie |  |
| 15 listopada 2019 | 15 listopada 2019 |  |
| --- | --- |  |
| - Krzysztofa Michałkiewicza na stanowisko prezesa Państwowego Funduszu Rehabilitacji Osób Niepełnosprawnych. | – |  |
| 20 listopada 2019 | |  |
| - Marii Fajger na stanowisko zastępcy prezesa Agencji Restrukturyzacji i Modernizacji Rolnictwa. | – |  |
| 25 listopada 2019 | |  |
| - Włodzimierza Gawędy na stanowisko zastępcy Komendanta Służby Ochrony Państwa. | - Roberta Nowakowskiego ze stanowiska zastępcy Komendanta Służby Ochrony Państwa (powołany na to stanowisko 1 lutego 2018). |  |
| 26 listopada 2019 | |  |
| - Artura Warzochy na stanowisko zastępcy prezesa Kasy Rolniczego Ubezpieczenia Społecznego. | – |  |
| 29 listopada 2019 | |  |
| - Filipa Nowaka na stanowisko zastępcy prezesa Narodowego Funduszu Zdrowia. | – |  |
| 2 grudnia 2019 | |  |
| - Marcina Wrońskiego na stanowisko zastępcy dyrektora generalnego Krajowego Ośrodka Wsparcia Rolnictwa. | – |  |
| 4 grudnia 2019 | |  |
| – | - Dariusza Tereszkowskiego-Kamińskiego ze stanowiska zastępcy prezesa Narodowego Funduszu Zdrowia (powołany na to stanowisko 27 czerwca 2018). |  |
| 5 grudnia 2019 | |  |
| - Andrzeja Bartkowiaka na stanowisko Komendanta Głównego Państwowej Straży Pożarnej. | - Leszka Suskiego ze stanowiska Komendanta Głównego Państwowej Straży Pożarnej (powołany na to stanowisko 22 grudnia 2015). |  |
| 6 grudnia 2019 | |  |
| – | - Małgorzaty Iwanicz-Drozdowskiej ze stanowiska zastępcy przewodniczącego Komisji Nadzoru Finansowego (powołana na to stanowisko 4 lutego 2019). |  |
| 10 grudnia 2019 | |  |
| – | - Piotra Czauderny ze stanowiska prezesa Agencji Badań Medycznych (powołany na to stanowisko 1 października 2019). |  |
| 11 grudnia 2019 | |  |
| - Radosławowi Sierpińskiemu powierzenie obowiązków prezesa Agencji Badań Medycznych. | – |  |
| 16 grudnia 2019 | |  |
| - Arkadiusza Przybyły na stanowisko zastępcy Komendanta Głównego Państwowej Straży Pożarnej. | - Marka Jasińskiego ze stanowiska zastępcy Komendanta Głównego Państwowej Straży Pożarnej (powołany na to stanowisko 29 grudnia 2015), - Tadeusza Jopka ze stanowiska zastępcy Komendanta Głównego Państwowej Straży Pożarnej (powołany na to stanowisko w maju 2017). |  |
| 20 grudnia 2019 | |  |
| - Dagmary Wieczorek-Bartczak na stanowisko zastępcy przewodniczącego Komisji Nadzoru Finansowego. | – |  |
| 10 stycznia 2020 | |  |
| - Mateusza Grzybowskiego na stanowisko dyrektora Centralnego Ośrodka Sportu. | – |  |
| 14 stycznia 2020 | |  |
| - Józefa Ruszera na stanowisko dyrektora Instytutu Literatury. | - Józefa Ruszera z powierzenia obowiązków dyrektora Instytutu Literatury (powołany na to stanowisko 26 lutego 2019). |  |
| 27 stycznia 2020 | |  |
| - Marka Łapińskiego na stanowisko szefa Służby Wywiadu Wojskowego, - Tomasza Chróstnego na stanowisko prezesa Urzędu Ochrony Konkurencji i Konsumentów, - Piotra Zakrzewskiego na stanowisko zastępcy prezesa Urzędu Patentowego RP. | - Andrzeja Kowalskiego ze stanowiska szefa Służby Wywiadu Wojskowego (powołany na to stanowisko 19 lutego 2016), - Marka Niechciała z powierzenia obowiązków prezesa Urzędu Ochrony Konkurencji i Konsumentów (powołany na to stanowisko 12 maja 2016). |  |
| 28 stycznia 2020 | |  |
| – | - Jana Białkowskiego ze stanowiska zastępcy dyrektora generalnego Krajowego Ośrodka Wsparcia Rolnictwa (powołany na to stanowisko 15 kwietnia 2019). |  |
| 3 lutego 2020 | |  |
| - Krzysztofa Wacławka na stanowisko szefa Agencji Bezpieczeństwa Wewnętrznego. | - Piotra Pogonowskiego ze stanowiska szefa Agencji Bezpieczeństwa Wewnętrznego (powołany na to stanowisko 19 lutego 2016), - Krzysztofa Wacławka ze stanowiska zastępcy szefa Agencji Bezpieczeństwa Wewnętrznego (powołany na to stanowisko 7 marca 2019). |  |
| 6 lutego 2020 | |  |
| – | - Grzegorza Fedorowicza ze stanowiska zastępcy dyrektora generalnego Służby Więziennej (powołany na to stanowisko w lipcu 2017). |  |
| 10 lutego 2020 | |  |
| - Bartłomieja Orła na stanowisko zastępcy dyrektora Centralnego Ośrodka Sportu, - Marcinowi Nowackiemu powierzenie obowiązków zastępcy Generalnego Dyrektora Dróg Krajowych i Autostrad. | – |  |
| 12 lutego 2020 | |  |
| - Andrzeja Leńczuka na stanowisko zastępcy dyrektora generalnego Służby Więziennej. | – |  |
| 17 lutego 2020 | |  |
| - Lucyny Harc na stanowisko zastępcy Naczelnego Dyrektora Archiwów Państwowych, - Sebastiana Pieńkowskiego na stanowisko zastępcy dyrektora generalnego Krajowego Ośrodka Wsparcia Rolnictwa, - Janowi Żarynowi powierzenie obowiązków dyrektora Instytutu Dziedzictwa Myśli Narodowej im. Romana Dmowskiego i Ignacego Jana Paderewskiego, - Pawła Skibińskiego na stanowisko zastępcy dyrektora Instytutu Dziedzictwa Myśli Narodowej im. Romana Dmowskiego i Ignacego Jana Paderewskiego. | – |  |
| 19 lutego 2020 | |  |
| - Andrzejowi Stróżnemu powierzenie obowiązków szefa Centralnego Biura Antykorupcyjnego. | - Ernesta Bejdy ze stanowiska szefa Centralnego Biura Antykorupcyjnego (powołany na to stanowisko 19 lutego 2016). |  |
| 24 lutego 2020 | |  |
| – | - Arkadiusza Biskupa ze stanowiska zastępcy Komendanta Głównego Straży Pożarnej (powołany na to stanowisko 4 września 2018). |  |
| 26 lutego 2020 | |  |
| - Adama Koniecznego na stanowisko zastępcy Komendanta Głównego Straży Pożarnej. | – |  |
| 28 lutego 2020 | |  |
| - Krzysztofa Stefanowskiego na stanowisko zastępcy dyrektora generalnego Służby Więziennej. | – |  |
| 6 marca 2020 | |  |
| - Krzysztofa Hejduka na stanowisko zastępcy Komendanta Głównego Straży Pożarnej. | – |  |
| 9 marca 2020 | |  |
| - Justyny Adamczyk na stanowisko zastępcy prezesa Polskiej Agencji Nadzoru Audytowego. | – |  |
| 10 marca 2020 | |  |
| - Marcina Obronieckiego na stanowisko prezesa Polskiej Agencji Nadzoru Audytowego. | – |  |
| 18 marca 2020 | |  |
| - Leszkowi Polakowskiemu powierzenie obowiązków prezesa Agencji Rezerw Materiałowych, - Dorocie Cabańskiej powierzenie obowiązków zastępcy Głównego Inspektora Nadzoru Budowlanego. | - Janusza Turka ze stanowiska prezesa Agencji Rezerw Materiałowych (powołany na to stanowisko 18 sierpnia 2014). |  |
| 19 marca 2020 | |  |
| - Bartłomieja Druzińskiego na stanowisko prezesa Krajowego Zasobu Nieruchomości. | – |  |
| 31 marca 2020 | |  |
| – | - Łukasza Wojdygi ze stanowiska dyrektora Narodowej Agencji Wymiany Akademickiej. |  |
| 1 kwietnia 2020 | |  |
| - Roberta Chciuka na stanowisko zastępcy prezesa Państwowego Gospodarstwa Wodnego Wody Polskie, - Agnieszce Stefaniak-Hrycko powierzenie obowiązków dyrektora Narodowej Agencji Wymiany Akademickiej. | - Jarosława Czarneckiego ze stanowiska zastępcy prezesa Państwowego Gospodarstwa Wodnego Wody Polskie (powołany na to stanowisko 5 lutego 2018). |  |
| kwiecień 2020 | |  |
| - Michałowi Kuczmierowskiemu powierzenie obowiązków prezesa Agencji Rezerw Materiałowych, - Leszkowi Polakowskiemu powierzenie obowiązków zastępcy prezesa Agencji Rezerw Materiałowych. | - Leszka Polakowskiego z powierzenia obowiązków prezesa Agencji Rezerw Materiałowych (powołany na to stanowisko 18 marca 2020). |  |
| 11 maja 2020 | |  |
| - Łukasza Młynarkiewicza na stanowisko prezesa Państwowej Agencji Atomistyki. | - Łukasza Młynarkiewicza z powierzenia obowiązków prezesa Państwowej Agencji Atomistyki (powołany na to stanowisko 11 września 2019). |  |
| 20 maja 2020 | |  |
| - Andrzeja Stróżnego na stanowisko szefa Centralnego Biura Antykorupcyjnego, - Bartosza Jarmuszkiewicza na stanowisko zastępcy szefa Agencji Bezpieczeństwa Wewnętrznego, - Daniela Karpety na stanowisko zastępcy szefa Centralnego Biura Antykorupcyjnego. | - Andrzeja Stróżnego z powierzenia obowiązków szefa Centralnego Biura Antykorupcyjnego (powołany na to stanowisko 20 lutego 2020), - Grzegorza Ocieczka ze stanowiska zastępcy szefa Centralnego Biura Antykorupcyjnego (powołany na to stanowisko w grudniu 2015). |  |
| 29 maja 2020 | |  |
| - Tomasza Nowakowskiego na stanowisko prezesa Agencji Restrukturyzacji i Modernizacji Rolnictwa. | - Tomasza Nowakowskiego z powierzenia obowiązków prezesa Agencji Restrukturyzacji i Modernizacji Rolnictwa (powołany na to stanowisko 28 sierpnia 2019) oraz z powierzenia obowiązków zastępcy prezesa Agencji Restrukturyzacji i Modernizacji Rolnictwa (powołany na to stanowisko 22 sierpnia 2017). |  |
| 30 maja 2020 | |  |
| - Krzysztofowi Dylowi, zastępcy prezesa Urzędu Komunikacji Elektronicznej, powierzenie obowiązków prezesa Urzędu Komunikacji Elektronicznej. | - Marcina Cichego ze stanowiska prezesa Urzędu Komunikacji Elektronicznej (powołany na to stanowisko 14 września 2016). |  |
| maj 2020 | |  |
| - Grażyny Żebrowskiej na stanowisko dyrektora Narodowej Agencji Wymiany Akademickiej. | - Agnieszki Stefaniak-Hrycko ze stanowiska dyrektora Narodowej Agencji Wymiany Akademickiej (powołana na to stanowisko 1 kwietnia 2020). |  |
| 1 czerwca 2020 | |  |
| - Jerzego Kiełbika na stanowisko dyrektora Instytutu Północnego im. Wojciecha Kętrzyńskiego. | - Jerzego Kiełbika z powierzenia obowiązków dyrektora Instytutu Północnego im. Wojciecha Kętrzyńskiego (powołany na to stanowisko w maju 2019). - Grzegorza Hudzika ze stanowiska zastępcy Głównego Inspektora Sanitarnego (powołany na to stanowisko 16 września 2015). |  |
| 8 czerwca 2020 | |  |
| - Barbary Schabowskiej na stanowisko dyrektora Instytutu Adama Mickiewicza. | – |  |
| czerwiec 2020 | |  |
| – | - Radosława Pacewicza ze stanowiska wiceprezesa Urzędu Transportu Kolejowego (powołany na to stanowisko 4 września 2017). |  |
| 1 lipca 2020 | |  |
| - Joannie Smolińskiej powierzenie obowiązków zastępcy Głównego Inspektora Transportu Drogowego. | - Anity Oleksiak z powierzenia obowiązków zastępcy Głównego Inspektora Transportu Drogowego (powołana na to stanowisko w lutym 2018). |  |
| 13 lipca 2020 | |  |
| - Arkadiusza Opoń na stanowisko wiceprezesa Polskiej Organizacji Turystycznej. | – |  |
| 22 lipca 2020 | |  |
| - Anny Salamończyk-Mochel na stanowisko wiceprezesa Polskiej Organizacji Turystycznej. | – |  |
| 28 lipca 2020 | |  |
| – | - Pawła Ciećko ze stanowiska Głównego Inspektora Ochrony Środowiska (powołany na to stanowisko 1 listopada 2018). |  |
| lipiec 2020 | |  |
| – | - Leszka Polakowskiego z powierzenia obowiązków zastępcy prezesa Agencji Rezerw Materiałowych (powołany na to stanowisko w kwietniu 2020). |  |
| 10 sierpnia 2020 | |  |
| – | - Norberta Książka ze stanowiska Głównego Inspektora Nadzoru Budowlanego (powołany na to stanowisko 26 marca 2018). |  |
| 11 sierpnia 2020 | |  |
| - Dorocie Cabańskiej, pełniącej obowiązki zastępcy Głównego Inspektora Nadzoru Budowlanego, powierzenie obowiązków Głównego Inspektora Nadzoru Budowlanego. | – |  |
| 13 sierpnia 2020 | |  |
| – | - Krzysztofa Falkowskiego ze stanowiska prezesa Agencji Mienia Wojskowego (powołany na to stanowisko 5 lutego 2018). |  |
| 14 sierpnia 2020 | |  |
| - Dominikowi Zarembie, zastępcy prezesa Agencji Mienia Wojskowego, powierzenie obowiązków prezesa Agencji Mienia Wojskowego. | – |  |
| 17 sierpnia 2020 | |  |
| - Markowi Chibowskiemu powierzenie obowiązków Głównego Inspektora Ochrony Środowiska. | – |  |
| 26 sierpnia 2020 | |  |
| - Filipowi Nowakowi, zastępcy prezesa Narodowego Funduszu Zdrowia, powierzenie obowiązków prezesa Narodowego Funduszu Zdrowia. | - Adama Niedzielskiego ze stanowiska prezesa Narodowego Funduszu Zdrowia (powołany na to stanowisko 10 października 2019). |  |
| sierpień 2020 | |  |
| - Przemysławowi Bryksie powierzenie obowiązków zastępcy prezesa Agencji Rezerw Materiałowych. | – |  |
| 1 września 2020 | |  |
| - Agnieszki Bolesty na stanowisko prezesa Agencji Mienia Wojskowego. | - Dominika Zaremby, zastępcy prezesa Agencji Mienia Wojskowego, z powierzenia obowiązków prezesa Agencji Mienia Wojskowego (powołany na to stanowisko 14 sierpnia 2020). |  |
| 10 września 2020 | |  |
| - Andrzeja Głowackiego na stanowisko wiceprezesa Państwowej Agencji Atomistyki. | – |  |
| 15 września 2020 | |  |
| - Krzysztofa Saczki na stanowisko zastępcy Głównego Inspektora Sanitarnego. | – |  |
| 18 września 2020 | |  |
| - Jacka Oko na stanowisko prezesa Urzędu Komunikacji Elektronicznej. | - Krzysztofa Dyla, zastępcy prezesa Urzędu Komunikacji Elektronicznej, z powierzenia obowiązków prezesa Urzędu Komunikacji Elektronicznej (powołany na to stanowisko 30 maja 2020). |  |
| 25 września 2020 | |  |
| - Magdaleny Wachnickiej-Witzke na stanowisko zastępcy prezesa Kasy Rolniczego Ubezpieczenia Społecznego. | – |  |
| wrzesień 2020 | |  |
| – | - Artura Warzochy ze stanowiska zastępcy prezesa Kasy Rolniczego Ubezpieczenia Społecznego (powołany na to stanowisko 26 listopada 2019). |  |
| 20 października 2020 | |  |
| - Haliny Szymańskiej na stanowisko prezesa Agencji Restrukturyzacji i Modernizacji Rolnictwa. | - Tomasza Nowakowskiego ze stanowiska prezesa Agencji Restrukturyzacji i Modernizacji Rolnictwa (powołany na to stanowisko 29 maja 2020). |  |
| 21 października 2020 | |  |
| - Stanisława Wojtery na stanowisko prezesa Przedsiębiorstwa Państwowego „Porty Lotnicze”, - Łukasza Sucheckiego na stanowisko zastępcy prezesa Przedsiębiorstwa Państwowego „Porty Lotnicze”, - Stefana Świątkowskiego na stanowisko zastępcy prezesa Przedsiębiorstwa Państwowego „Porty Lotnicze”. | – |  |
| 29 października 2020 | |  |
| - Małgorzacie Gośniowskiej-Koli powierzenie obowiązków dyrektora generalnego Krajowego Ośrodka Wsparcia Rolnictwa, - Grzegorza Pięty na stanowisko zastępcy dyrektora generalnego Krajowego Ośrodka Wsparcia Rolnictwa. | - Grzegorza Pięty z powierzenia obowiązków dyrektora generalnego Krajowego Ośrodka Wsparcia Rolnictwa (powołany na to stanowisko 6 marca 2019), - Małgorzaty Gośniowskiej-Koli z powierzenia obowiązków zastępcy dyrektora generalnego Krajowego Ośrodka Wsparcia Rolnictwa (powołana na to stanowisko 1 kwietnia 2019). |  |
| październik 2020 | |  |
| - Rafałowi Kępce, pełniącemu obowiązki wiceprezesa Głównego Urzędu Miar, powierzenie obowiązków prezesa Głównego Urzędu Miar, - Rafała Szlachty na stanowisko prezesa Polskiej Organizacji Turystycznej, - Klaudiusza Kotta na stanowisko zastępcy prezesa Polskiej Agencji Żeglugi Powietrznej. | - Mariusza Szpikowskiego ze stanowiska prezesa Przedsiębiorstwa Państwowego „Porty Lotnicze” (powołany na to stanowisko 1 grudnia 2017), - Radosława Wiśniewskiego ze stanowiska prezesa Głównego Urzędu Miar (powołany na to stanowisko 2 sierpnia 2019), - Roberta Andrzejczyka ze stanowiska prezesa Polskiej Organizacji Turystycznej (powołany na to stanowisko 18 września 2017). |  |
| 4 listopada 2020 | |  |
| - Renaty Mantur na stanowisko zastępcy prezesa Agencji Restrukturyzacji i Modernizacji Rolnictwa. | – |  |
| 9 listopada 2020 | |  |
| - Michała Wiśniewskiego na stanowisko zastępcy dyrektora generalnego Krajowego Ośrodka Wsparcia Rolnictwa, - Jacka Semeniaka na stanowisko prezesa Głównego Urzędu Miar. | - Grzegorza Pięty ze stanowiska zastępcy dyrektora generalnego Krajowego Ośrodka Wsparcia Rolnictwa (powołany na to stanowisko 29 października 2020), - Rafała Kępki, pełniącego obowiązki zastępcy prezesa Głównego Urzędu Miar, z powierzenia obowiązków prezesa Głównego Urzędu Miar (powołany na to stanowisko w październiku 2020). |  |
| 17 listopada 2020 | |  |
| - Grzegorza Waltera na stanowisko Komendanta Głównego Ochotniczych Hufców Pracy. | - Bogdana Ścibuta ze stanowiska Komendanta Głównego Ochotniczych Hufców Pracy (powołany na to stanowisko 1 lutego 2018). |  |
| 18 listopada 2020 | |  |
| - Wojciecha Pawlaka na stanowisko dyrektora Naukowej i Akademickiej Sieci Komputerowej – Państwowego Instytutu Badawczego. | – |  |
| 20 listopada 2020 | |  |
| - Krzysztofowi Saczka, zastępcy Głównego Inspektora Sanitarnego, powierzenie obowiązków Głównego Inspektora Sanitarnego, - Konrada Korpowskiego na stanowisko dyrektora Rządowego Centrum Bezpieczeństwa, - Marka Kubiaka na stanowisko zastępcy dyrektora Rządowego Centrum Bezpieczeństwa, - Grzegorza Matyasika na stanowisko zastępcy dyrektora Rządowego Centrum Bezpieczeństwa. | - Jarosława Pinkasa ze stanowiska Głównego Inspektora Sanitarnego (powołany na to stanowisko 1 września 2018), - Marka Kubiaka ze stanowiska dyrektora Rządowego Centrum Bezpieczeństwa (powołany na to stanowisko 17 grudnia 2015), - Krzysztofa Malesy ze stanowiska zastępcy dyrektora Rządowego Centrum Bezpieczeństwa (powołany na to stanowisko 17 grudnia 2015), - Grzegorza Świszcza ze stanowiska zastępcy dyrektora Rządowego Centrum Bezpieczeństwa (powołany na to stanowisko 1 lutego 2016). |  |
| 25 listopada 2020 | |  |
| - Andrzeja Kalinowskiego na stanowisko dyrektora Centralnego Ośrodka Sportu, - Roberta Króla na stanowisko zastępcy dyrektora Naukowej i Akademickiej Sieci Komputerowej – Państwowego Instytutu Badawczego. | - Mateusza Grzybowskiego ze stanowiska dyrektora Centralnego Ośrodka Sportu (powołany na to stanowisko 10 stycznia 2020), - Andrzeja Kalinowskiego ze stanowiska zastępcy dyrektora Centralnego Ośrodka Sportu. |  |
| listopad 2020 | |  |
| - Markowi Moszyńskiemu, wiceprezesowi Polskiej Agencji Kosmicznej, powierzenie obowiązków prezesa Polskiej Agencji Kosmicznej. | - Michała Szaniawskiego ze stanowiska prezesa Polskiej Agencji Kosmicznej (powołany na to stanowisko 2 października 2019). |  |
| 2 grudnia 2020 | |  |
| - Rafała Kępki na stanowisko wiceprezesa Głównego Urzędu Miar. | - Rafała Kępki z powierzenia obowiązków wiceprezesa Głównego Urzędu Miar (powołany na to stanowisko w 2020). |  |
| 9 grudnia 2020 | |  |
| - Przemysława Bryksy na stanowisko zastępcy prezesa Agencji Rezerw Materiałowych. | - Przemysława Bryksy z powierzenia obowiązków zastępcy prezesa Agencji Rezerw Materiałowych (powołany na to stanowisko w sierpniu 2020). |  |
| grudzień 2020 | |  |
| - Piotra Zajączkowskiego na stanowisko zastępcy dyrektora Centralnego Ośrodka Sportu. | – |  |
| 2020 | |  |
| - Agnieszce Stryczek powierzenie obowiązków dyrektora Narodowego Instytutu Kultury i Dziedzictwa Wsi, - Jana Białkowskiego na stanowisko zastępcy dyrektora Narodowego Instytutu Kultury i Dziedzictwa Wsi. | - Krzysztofa Retyka ze stanowiska zastępcy prezesa Kasy Rolniczego Ubezpieczenia Społecznego (powołany na to stanowisko 17 października 2016), - Michała Holeksy ze stanowiska zastępcy prezesa Urzędu Ochrony Konkurencji i Konsumentów (powołany na to stanowisko 28 sierpnia 2017), - Łukasza Bryły ze stanowiska zastępcy Głównego Inspektora Transportu Drogowego (powołany na to stanowisko 1 sierpnia 2017), - Bartłomieja Orła ze stanowiska zastępcy dyrektora Centralnego Ośrodka Sportu (powołany na to stanowisko 10 lutego 2020), - Dominika Zaremby ze stanowiska zastępcy prezesa Agencji Mienia Wojskowego (powołany na to stanowisko 1 kwietnia 2016), - Marcina Górki ze stanowiska wiceprezesa Polskiej Agencji Kosmicznej (powołany na to stanowisko 13 maja 2019), - Karola Krajewskiego ze stanowiska dyrektora Narodowego Instytutu Kultury i Dziedzictwa Wsi (powołany na to stanowisko 8 maja 2019). |  |
| 1 stycznia 2021 | |  |
| - Zbigniewa Domagalskiego na stanowisko dyrektora Wytwórni Filmów Dokumentalnych i Fabularnych. | – |  |
| 5 stycznia 2021 | |  |
| - Moniki Rzepeckiej na stanowisko zastępcy prezesa Kasy Rolniczego Ubezpieczenia Społecznego, - Pawłowi Dobrodziejowi powierzenie obowiązków zastępcy Komendanta Głównego Policji. | - Kamila Brachy ze stanowiska zastępcy Komendanta Głównego Policji (powołany na to stanowisko 27 lutego 2019). |  |
| 7 stycznia 2021 | |  |
| - Dariusza Olkiewicza na stanowisko zastępcy prezesa Agencji Restrukturyzacji i Modernizacji Rolnictwa. | - Jolanty Piechockiej z powierzenia obowiązków zastępcy prezesa Agencji Restrukturyzacji i Modernizacji Rolnictwa (powołana na to stanowisko 12 listopada 2019). |  |
| 8 stycznia 2021 | |  |
| - Pawła Siennickiego na stanowisko zastępcy prezesa Przedsiębiorstwa Państwowego „Porty Lotnicze”. | – |  |
| 13 stycznia 2021 | |  |
| - Krzysztofowi Decy powierzenie obowiązków zastępcy dyrektora generalnego Krajowego Ośrodka Wsparcia Rolnictwa. | – |  |
| 14 stycznia 2021 | |  |
| - Pawła Rusieckiego na stanowisko zastępcy prezesa Państwowego Gospodarstwa Wodnego Wody Polskie. | - Joanny Kopczyńskiej ze stanowiska zastępcy prezesa Państwowego Gospodarstwa Wodnego Wody Polskie (powołana na to stanowisko 22 lutego 2018). |  |
| 15 stycznia 2021 | |  |
| - Hannie Myjak, dyrektorowi generalnemu Państwowej Inspekcji Farmaceutycznej, powierzenie obowiązków Głównego Inspektora Farmaceutycznego. | - Pawła Piotrowskiego ze stanowiska Głównego Inspektora Farmaceutycznego (powołany na to stanowisko 4 czerwca 2018). |  |
| 27 stycznia 2021 | |  |
| - Pawła Dobrodzieja na stanowisko zastępcy Komendanta Głównego Policji. | - Pawła Dobrodzieja z powierzenia obowiązków zastępcy Komendanta Głównego Policji (powołany na to stanowisko 5 stycznia 2021). |  |
| 28 stycznia 2021 | |  |
| – | - Grażyny Ciurzyńskiej z powierzenia obowiązków prezesa Polskiej Agencji Inwestycji i Handlu (powołana na to stanowisko w marcu 2019). |  |
| styczeń 2021 | |  |
| - Huberta Dzierzęckiego na stanowisko zastępcy szefa Służby Wywiadu Wojskowego, - Joanny Kopczyńskiej na stanowisko zastępcy dyrektora Instytutu Meteorologii i Gospodarki Wodnej, - Mirosława Miętusa na stanowisko zastępcy dyrektora Instytutu Meteorologii i Gospodarki Wodnej, - Carlo Paolicelliego na stanowisko zastępcy Komendanta Głównego Ochotniczych Hufców Pracy. | - Agaty Mazur ze stanowiska zastępcy szefa Służby Wywiadu Wojskowego (powołana na to stanowisko w marcu 2017), - Sebastiana Pieńkowskiego ze stanowiska zastępcy dyrektora generalnego Krajowego Ośrodka Wsparcia Rolnictwa (powołany na to stanowisko 17 lutego 2020). |  |
| 3 lutego 2021 | |  |
| – | - Artura Dziadosza ze stanowiska zastępcy dyrektora generalnego Służby Więziennej (powołany na to stanowisko 5 maja 2011). |  |
| 8 lutego 2021 | |  |
| - Ewy Krajewskiej na stanowisko Głównego Inspektora Farmaceutycznego. | - Hanny Myjak, dyrektora generalnego Państwowej Inspekcji Farmaceutycznej, z powierzenia obowiązków Głównego Inspektora Farmaceutycznego (powołana na to stanowisko 15 stycznia 2021). |  |
| 18 lutego 2021 | |  |
| - Grzegorza Wrochny na stanowisko prezesa Polskiej Agencji Kosmicznej. | - Marka Moszyńskiego, wiceprezesa Polskiej Agencji Kosmicznej, z powierzenia obowiązków prezesa Polskiej Agencji Kosmicznej (powołany na to stanowisko w listopadzie 2020). |  |
| 23 lutego 2021 | |  |
| - Michała Kuczmierowskiego na stanowisko prezesa Rządowej Agencji Rezerw Strategicznych, - Przemysława Bryksy na stanowisko zastępcy prezesa Rządowej Agencji Rezerw Strategicznych, - utworzenie Rządowej Agencji Rezerw Strategicznych. | - Michała Kuczmierowskiego ze stanowiska prezesa Agencji Rezerw Materiałowych (powołany na to stanowisko 7 września 2020), - Przemysława Bryksy ze stanowiska zastępcy prezesa Agencji Rezerw Materiałowych (powołany na to stanowisko 9 grudnia 2020), - zniesienie Agencji Rezerw Materiałowych. |  |
| 24 lutego 2021 | |  |
| - Krzysztofa Dryndy na stanowisko prezesa Polskiej Agencji Inwestycji i Handlu. | – |  |
| 2 marca 2021 | |  |
| - Bogumiła Szmulika na stanowisko dyrektora Instytutu De Republica, - Joanny Gepfert na stanowisko zastępcy dyrektora Instytutu De Republica. | – |  |
| 31 marca 2021 | |  |
| – | - Mirosława Welza ze stanowiska zastępcy Głównego Lekarza Weterynarii (powołany na to stanowisko 4 listopada 2019). |  |
| 1 kwietnia 2021 | |  |
| - Marcina Treli na stanowisko wiceprezesa Urzędu Transportu Kolejowego. | – |  |
| 8 kwietnia 2021 | |  |
| – | - Andrzeja Koniecznego ze stanowiska dyrektora generalnego Państwowego Gospodarstwa Leśnego Lasy Państwowe (powołany na to stanowisko 19 stycznia 2018). |  |
| 9 kwietnia 2021 | |  |
| - Józefowi Kubicy powierzenie obowiązków dyrektora generalnego Państwowego Gospodarstwa Leśnego Lasy Państwowe. | – |  |
| 27 kwietnia 2021 | |  |
| - Krzysztofa Jażdżewskiego na stanowisko zastępcy Głównego Lekarza Weterynarii. | – |  |
| kwiecień 2021 | |  |
| - Józefowi Taborowi powierzenie obowiązków zastępcy dyrektora generalnego Państwowego Gospodarstwa Leśnego Lasy Państwowe. | - Bogusława Piątka ze stanowiska zastępcy dyrektora generalnego Państwowego Gospodarstwa Leśnego Lasy Państwowe (powołany na to stanowisko 2 lutego 2018). |  |
| 1 maja 2021 | |  |
| - Katarzyny Saks na stanowisko dyrektora Narodowego Instytutu Kultury i Dziedzictwa Wsi, - Agnieszki Stryczek na stanowisko zastępcy dyrektora Narodowego Instytutu Kultury i Dziedzictwa Wsi. | - Agnieszki Stryczek z powierzenia obowiązków dyrektora Narodowego Instytutu Kultury i Dziedzictwa Wsi (powołana na to stanowisko w 2020). |  |
| 17 maja 2021 | |  |
| - Mirosława Welza na stanowisko Głównego Lekarza Weterynarii. | - Bogdana Konopki ze stanowiska Głównego Lekarza Weterynarii (powołany na to stanowisko 7 maja 2019). |  |
| 27 maja 2021 | |  |
| - Romana Kustera na stanowisko zastępcy Komendanta Głównego Policji, - Mariusza Zdrodowskiego na stanowisko dyrektora Instytutu Łączności. | - Tomasza Szymańskiego ze stanowiska zastępcy Komendanta Głównego Policji (powołany na to stanowisko 27 lutego 2019). |  |
| 28 maja 2021 | |  |
| - Marcina Mikołajczyka na stanowisko zastępcy przewodniczącego Komisji Nadzoru Finansowego. | – |  |
| maj 2021 | |  |
| - Huberta Dziudzika na stanowisko zastępcy dyrektora Polskiej Agencji Antydopingowej. | - Joanny Chojeckiej ze stanowiska zastępcy Naczelnego Dyrektora Archiwów Państwowych (powołana na to stanowisko 15 maja 2019). |  |
| 12 czerwca 2021 | |  |
| - Radosława Sierpińskiego na stanowisko prezesa Agencji Badań Medycznych. | - Radosława Sierpińskiego z powierzenia obowiązków prezesa Agencji Badań Medycznych (powołany na to stanowisko 11 grudnia 2019). |  |
| 16 czerwca 2021 | |  |
| - Andrzejowi Kurkiewiczowi powierzenie obowiązków zastępcy prezesa Głównego Urzędu Miar. | – |  |
| czerwiec 2021 | |  |
| - Waldemara Brykalskiego na stanowisko zastępcy Komendanta Głównego Ochotniczych Hufców Pracy. | - Arkadiusza Opoń ze stanowiska wiceprezesa Polskiej Organizacji Turystycznej (powołany na to stanowisko 13 lipca 2020), - Carlo Paolicelliego ze stanowiska zastępcy Komendanta Głównego Ochotniczych Hufców Pracy (powołany na to stanowisko w styczniu 2021). |  |
| 6 lipca 2021 | |  |
| - Luizy Modzelewskiej na stanowisko zastępcy prezesa Prokuratorii Generalnej Rzeczypospolitej Polskiej. | – |  |
| 20 lipca 2021 | |  |
| – | - Dagmary Wieczorek-Bartczak ze stanowiska zastępcy przewodniczącego Komisji Nadzoru Finansowego (powołana na to stanowisko 20 grudnia 2019). |  |
| 21 lipca 2021 | |  |
| – | - Małgorzaty Oleszczuk ze stanowiska prezesa Polskiej Agencji Rozwoju Przedsiębiorczości (powołana na to stanowisko w 2018). |  |
| 22 lipca 2021 | |  |
| - Marcinowi Czyża, zastępcy prezesa Polskiej Agencji Rozwoju Przedsiębiorczości, powierzenie obowiązków prezesa Polskiej Agencji Rozwoju Przedsiębiorczości, - Marcina Różyckiego na stanowisko wiceprezesa Polskiej Organizacji Turystycznej. | - Łukasza Sucheckiego ze stanowiska zastępcy prezesa Przedsiębiorstwa Państwowego „Porty Lotnicze” (powołany na to stanowisko 21 października 2020). |  |
| 26 lipca 2021 | |  |
| - Agnieszki Sudoł na stanowisko zastępcy Głównego Inspektora Jakości Handlowej Artykułów Rolno-Spożywczych. | - Magdaleny Świderskiej ze stanowiska zastępcy Głównego Inspektora Jakości Handlowej Artykułów Rolno-Spożywczych (powołana na to stanowisko 15 lipca 2016). |  |
| 31 lipca 2021 | |  |
| – | - Leszka Rafalskiego ze stanowiska dyrektora naczelnego Instytutu Badawczego Dróg i Mostów (powołany na to stanowisko w 1990). |  |
| lipiec 2021 | |  |
| - Beaty Orlik na stanowisko zastępcy prezesa Państwowego Gospodarstwa Wodnego Wody Polskie, - Jarosława Chmielewskiego na stanowisko dyrektora Państwowej Agencji Rozwiązywania Problemów Alkoholowych, - Katarzyny Łukowskiej na stanowisko zastępcy dyrektora Państwowej Agencji Rozwiązywania Problemów Alkoholowych, - Doroty Potępy na stanowisko zastępcy Komendanta Głównego Ochotniczych Hufców Pracy, - Sebastianowi Bukowskiemu powierzenie obowiązków dyrektora Centralnego Ośrodka Informatyki. | - Patrycji Szpak-Lichoty ze stanowiska zastępcy prezesa Państwowego Gospodarstwa Wodnego Wody Polskie (powołana na to stanowisko 1 lutego 2018), - Katarzyny Łukowskiej z powierzenia obowiązków dyrektora Państwowej Agencji Rozwiązywania Problemów Alkoholowych (powołana na to stanowisko w 2019), - Jacka Grygi ze stanowiska zastępcy Generalnego Dyrektora Dróg Krajowych i Autostrad (powołany na to stanowisko 12 kwietnia 2017), - Marcina Walentynowicza ze stanowiska dyrektora Centralnego Ośrodka Informatyki (powołany na to stanowisko 1 lutego 2018). |  |
| 1 sierpnia 2021 | |  |
| - Mariusza Urbańskiego na stanowisko dyrektora naczelnego Instytutu Badawczego Dróg i Mostów. | – |  |
| 16 sierpnia 2021 | |  |
| - Mikołajowi Różyckiemu, zastępcy prezesa Polskiej Agencji Rozwoju Przedsiębiorczości, powierzenie obowiązków prezesa Polskiej Agencji Rozwoju Przedsiębiorczości. | - Marcina Czyża ze stanowiska zastępcy prezesa Polskiej Agencji Rozwoju Przedsiębiorczości oraz z powierzenia obowiązków prezesa Polskiej Agencji Rozwoju Przedsiębiorczości (powołany na to stanowisko 22 lipca 2021). |  |
| 26 sierpnia 2021 | |  |
| – | - Andrzeja Żurkowskiego ze stanowiska dyrektora Instytutu Kolejnictwa (powołany na to stanowisko w 2006). |  |
| sierpień 2021 | |  |
| - Piotrowi Modzelewskiemu, zastępcy Komendanta Głównego Ochotniczych Hufców Pracy, powierzenie obowiązków Komendanta Głównego Ochotniczych Hufców Pracy. | - Grzegorza Waltera ze stanowiska Komendanta Głównego Ochotniczych Hufców Pracy (powołany na to stanowisko 17 listopada 2020), - Jakuba Berezowskiego ze stanowiska zastępcy prezesa Agencji Badań Medycznych (powołany na to stanowisko 5 listopada 2019). |  |
| 3 września 2021 | |  |
| - Agnieszce Koterla powierzenie obowiązków dyrektora Ośrodka Rozwoju Polskiej Edukacji za Granicą. | - Anny Aleksandry Radeckiej ze stanowiska dyrektora Ośrodka Rozwoju Polskiej Edukacji za Granicą. |  |
| 6 września 2021 | |  |
| - Przemysława Kocha na stanowisko dyrektora Centralnego Ośrodka Informatyki. | - Sebastiana Bukowskiego z pełenienia obowiązków dyrektora Centralnego Ośrodka Informatyki (powołany na to stanowisko w lipcu 2021). |  |
| 14 września 2021 | |  |
| - Andrzejowi Kotwicy i Michałowi Kozłowskiemu powierzenie obowiązków wiceprezesów Urzędu Lotnictwa Cywilnego. | - Michała Witkowskiego ze stanowiska wiceprezesa Urzędu Lotnictwa Cywilnego (powołany na to stanowisko 18 maja 2017). |  |
| 17 września 2021 | |  |
| - Michałowi Mistrzakowi powierzenie obowiązków Głównego Inspektora Ochrony Środowiska. | - Marka Chibowskiego z powierzenia obowiązków Głównego Inspektora Ochrony Środowiska (powołany na to stanowisko 17 sierpnia 2020), - Marka Surmacza z powierzenia obowiązków zastępcy Głównego Inspektora Ochrony Środowiska (powołany na to stanowisko w lipcu 2018). |  |
| 20 września 2021 | |  |
| - Michała Rokickiego na stanowisko dyrektora Instytutu Hodowli i Aklimatyzacji Roślin – Państwowego Instytutu Badawczego. | - Henryka Bujaka ze stanowiska dyrektora Instytutu Hodowli i Aklimatyzacji Roślin – Państwowego Instytutu Badawczego (powołany na to stanowisko w lutym 2018). |  |
| wrzesień 2021 | |  |
| - Katarzynie Michalskiej powierzenie obowiązków dyrektora Państwowej Agencji Rozwiązywania Problemów Alkoholowych, - Łukasza Wieczorka na stanowisko zastępcy dyrektora Narodowego Instytutu Kultury i Dziedzictwa Wsi, - Arkadiusza Urbana na stanowisko zastępcy prezesa Krajowego Zasobu Nieruchomości oraz powierzenie obowiązków prezesa Krajowego Zasobu Nieruchomości, - Magdzie Gosk powierzenie obowiązków zastępcy Głównego Inspektora Ochrony Środowiska, - Marka Sildatka na stanowisko Głównego Inspektora Rybołówstwa Morskiego. | - Jarosława Chmielewskiego ze stanowiska dyrektora Państwowej Agencji Rozwiązywania Problemów Alkoholowych (powołany na to stanowisko w lipcu 2021), - Małgorzaty Rakowskiej ze stanowiska prezesa Krajowej Izby Odwoławczej (powołana na to stanowisko w czerwcu 2016), - Agnieszki Stryczek ze stanowiska zastępcy dyrektora Narodowego Instytutu Kultury i Dziedzictwa Wsi (powołana na to stanowisko 1 maja 2021), - Bartłomieja Druzińskiego ze stanowiska prezesa Krajowego Zasobu Nieruchomości (powołany na to stanowisko 19 marca 2020), - Magdaleny Wachnickiej-Witzke ze stanowiska zastępcy prezesa Kasy Rolniczego Ubezpieczenia Społecznego (powołana na to stanowisko 25 września 2020), - Andrzeja Krawczuka ze stanowiska Głównego Inspektora Rybołówstwa Morskiego. |  |
| 1 października 2021 | |  |
| - Pawła Olejnika na stanowisko zastępcy prezesa Polskiej Agencji Rozwoju Przedsiębiorczości. | – |  |
| październik 2021 | |  |
| - Małgorzaty Zwiercan na stanowisko Komendanta Głównego Ochotniczych Hufców Pracy, - Jakuba Pyżanowskiego na stanowisko zastępcy prezesa Krajowego Zasobu Nieruchomości, - Andrzejowi Masselowi, zastępcy dyrektora Instytutu Kolejnictwa, powierzenie obowiązków dyrektora Instytutu Kolejnictwa. | - Piotra Modzelewskiego, zastępcy Komendanta Głównego Ochotniczych Hufców Pracy, z powierzenia obowiązków Komendanta Głównego Ochotniczych Hufców Pracy (powołany na to stanowisko w sierpniu 2021), - Jarosława Pucka ze stanowiska zastępcy prezesa Krajowego Zasobu Nieruchomości. |  |
| 2 listopada 2021 | |  |
| - Pawła Pławiaka na stanowisko zastępcy dyrektora Instytutu Łączności. | – |  |
| 9 listopada 2021 | |  |
| - Pawła Niemczuka na stanowisko Głównego Lekarza Weterynarii, - Filipa Nowaka na stanowisko prezesa Narodowego Funduszu Zdrowia. | - Mirosława Welza ze stanowiska Głównego Lekarza Weterynarii (powołany na to stanowisko 17 maja 2021), - Filipa Nowaka z powierzenia obowiązków prezesa Narodowego Funduszu Zdrowia (powołany na to stanowisko 26 sierpnia 2020) oraz ze stanowiska zastępcy prezesa Narodowego Funduszu Zdrowia (powołany na to stanowisko w listopadzie 2019). |  |
| 22 listopada 2021 | |  |
| - Marcina Mazura na stanowisko zastępcy prezesa Polskiej Agencji Kosmicznej. | - Marka Moszyńskiego ze stanowiska zastępcy prezesa Polskiej Agencji Kosmicznej. |  |
| 25 listopada 2021 | |  |
| - Jacka Malickiego na stanowisko zastępcy dyrektora generalnego Krajowego Ośrodka Wsparcia Rolnictwa. | - Wojciecha Kędzi ze stanowiska zastępcy dyrektora generalnego Krajowego Ośrodka Wsparcia Rolnictwa (powołany na to stanowisko 26 marca 2019), - Krzysztofa Deca ze stanowiska zastępcy dyrektora generalnego Krajowego Ośrodka Wsparcia Rolnictwa (powołany na to stanowisko 13 stycznia 2021). |  |
| 5 grudnia 2021 | |  |
| - Bogdana Musiała na stanowisko dyrektora Instytutu Strat Wojennych im. Jana Karskiego, - Joanny Chojeckiej na stanowisko zastępcy dyrektora Instytutu Strat Wojennych im. Jana Karskiego. | – |  |
| 7 grudnia 2021 | |  |
| - Bohdana Pretkiela na stanowisko Rzecznika Finansowego. | - Mariusza Goleckiego ze stanowiska Rzecznika Finansowego (powołany na to stanowisko 12 października 2019). |  |
| 10 grudnia 2021 | |  |
| - Beaty Nowosielskiej na stanowisko zastępcy prezesa Agencji Restrukturyzacji i Modernizacji Rolnictwa. | – |  |
| 13 grudnia 2021 | |  |
| - Marka Surmacza na stanowisko zastępcy prezesa Kasy Rolniczego Ubezpieczenia Społecznego, - Pawła Meyera na stanowisko zastępcy Głównego Lekarza Weterynarii. | - Katarzyny Piskorz ze stanowiska zastępcy Głównego Lekarza Weterynarii (powołana na to stanowisko 15 marca 2019). |  |
| 22 grudnia 2021 | |  |
| – | - Rafała Szlachty ze stanowiska prezesa Polskiej Organizacji Turystycznej (powołany na to stanowisko w październiku 2020). |  |
| 23 grudnia 2021 | |  |
| - Annie Salamończyk-Mochel, wiceprezesowi Polskiej Organizacji Turystycznej, powierzenie obowiązków prezesa Polskiej Organizacji Turystycznej. | – |  |
| 28 grudnia 2021 | |  |
| - Michała Mistrzaka na stanowisko Głównego Inspektora Ochrony Środowiska. | - Michała Mistrzaka z powierzenia obowiązków Głównego Inspektora Ochrony Środowiska (powołany na to stanowisko 17 września 2021). |  |
| 31 grudnia 2021 | |  |
| – | - Wojciecha Kozłowskiego ze stanowiska dyrektora Instytutu Solidarności i Męstwa im. Witolda Pileckiego (powołany na to stanowisko w 2017), - Bartosza Skaldowskiego ze stanowiska dyrektora Narodowego Instytutu Dziedzictwa (powołany na to stanowisko 1 stycznia 2018). |  |
| grudzień 2021 | |  |
| - Arkadiusza Urbana na stanowisko prezesa Krajowego Zasobu Nieruchomości, - Piotra Ziubroniewicza na stanowisko zastępcy prezesa Krajowego Zasobu Nieruchomości, - Moniki Garnek-Owczarczyk na stanowisko zastępcy dyrektora Narodowego Instytutu Kultury i Dziedzictwa Wsi, - Ziemowita Bagłajewskiego na stanowisko zastępcy Rzecznika Finansowego, - Michała Kota na stanowisko dyrektora Instytutu Pokolenia. | - Arkadiusza Urbana ze stanowiska zastępcy prezesa Krajowego Zasobu Nieruchomości oraz z powierzenia obowiązków prezesa Krajowego Zasobu Nieruchomości (powołany na te stanowiska we wrześniu 2021), - Jana Białkowskiego ze stanowiska zastępcy dyrektora Narodowego Instytutu Kultury i Dziedzictwa Wsi (powołany na to stanowisko w 2020), - Andrzeja Kicińskiego ze stanowiska zastępcy Rzecznika Finansowego (powołany na to stanowisko w marcu 2020), - Andrzeja Kurkiewicza z powierzenie obowiązków wiceprezesa Głównego Urzędu Miar (powołany na to stanowisko 16 czerwca 2021), - Jacka Cieplaka ze stanowiska zastępcy Rzecznika Małych i Średnich Przedsiębiorców (powołany na to stanowisko 20 września 2018). |  |
| 2021 | |  |
| - Konrada Witka na stanowisko zastępcy dyrektora Instytutu Sportu. | - Krzysztofa Piątka ze stanowiska zastępcy Głównego Inspektora Nadzoru Budowlanego (powołany na to stanowisko 6 czerwca 2018), - Pawła Kulbickiego ze stanowiska zastępcy Głównego Inspektora Nadzoru Budowlanego (powołany na to stanowisko 6 czerwca 2018), - Karoliny Wieczorek z powierzenia obowiązków zastępcy Głównego Inspektora Transportu Drogowego (powołana na to stanowisko 10 października 2019), - Arkadiusza Szymoniuka ze stanowiska zastępcy prezesa Agencji Restrukturyzacji i Modernizacji Rolnictwa (powołany na to stanowisko w 2020), - Doroty Potępy ze stanowiska zastępcy Komendanta Głównego Ochotniczych Hufców Pracy (powołana na to stanowisko w lipcu 2021), - Michała Sroki ze stanowiska zastępcy prezesa Krajowego Zasobu Nieruchomości, - Mariusza Ozimka ze stanowiska zastępcy dyrektora Instytutu Sportu. |  |
| 1 stycznia 2022 | |  |
| - Magdaleny Gawin na stanowisko dyrektora Instytutu Solidarności i Męstwa im. Witolda Pileckiego, - Katarzyny Zalasińskiej na stanowisko dyrektora Narodowego Instytutu Dziedzictwa, - Magdaleny Tarczewskiej-Szymańskiej na stanowisko zastępcy dyrektora Naukowej i Akademickiej Sieci Komputerowej – Państwowego Instytutu Badawczego, - Piotra Jabłońskiego na stanowisko dyrektora Krajowego Centrum Przeciwdziałania Uzależnieniom, - Bogusławy Bukowskiej i Katarzyny Łukowskiej na stanowiska zastępców dyrektora Krajowego Centrum Przeciwdziałania Uzależnieniom, - utworzenie Krajowego Centrum Przeciwdziałania Uzależnieniom. | - Katarzyna Michalskiej z powierzenia obowiązków dyrektora Państwowej Agencji Rozwiązywania Problemów Alkoholowych (powołana na to stanowisko we wrześniu 2021), - Katarzyny Łukowskiej ze stanowiska zastępcy dyrektora Państwowej Agencji Rozwiązywania Problemów Alkoholowych (powołana na to stanowisko w lipcu 2021), - Piotra Jabłońskiego ze stanowiska dyrektora Krajowego Biura Do Spraw Przeciwdziałania Narkomanii, - zniesienie Państwowej Agencji Rozwiązywania Problemów Alkoholowych, - zniesienie Krajowego Biura Do Spraw Przeciwdziałania Narkomanii. |  |
| styczeń 2022 | |  |
| - Grzegorzowi Dziedzinie powierzenie obowiązków zastępcy Generalnego Dyrektora Dróg Krajowych i Autostrad, - Wojciecha Kozłowskiego na stanowisko zastępcy dyrektora Instytutu Solidarności i Męstwa im. Witolda Pileckiego. | – |  |
| 1 lutego 2022 | |  |
| - Lecha Wojciechowskiego i Krzysztofa Zielińskiego na stanowiska zastępców szefa Agencji Bezpieczeństwa Wewnętrznego, - Sławomira Gadomskiego na stanowisko zastępcy prezesa Agencji Badań Medycznych. | - Norberta Loby ze stanowiska zastępcy szefa Agencji Bezpieczeństwa Wewnętrznego (powołany na to stanowisko w listopadzie 2015). |  |
| 4 lutego 2022 | |  |
| - Magdy Gosk na stanowisko zastępcy Głównego Inspektora Ochrony Środowiska. | - Magdy Gosk z powierzenia obowiązków zastępcy Głównego Inspektora Ochrony Środowiska (powołana na to stanowisko we wrześniu 2021). |  |
| 7 lutego 2022 | |  |
| – | - Michała Wiśniewskiego ze stanowiska zastępcy dyrektora generalnego Krajowego Ośrodka Wsparcia Rolnictwa (powołany na to stanowisko 9 listopada 2020). |  |
| 16 lutego 2022 | |  |
| – | - Przemysława Kurczewskiego ze stanowiska zastępcy dyrektora Narodowego Centrum Badań i Rozwoju (powołany na to stanowisko 1 grudnia 2019). |  |
| 17 lutego 2022 | |  |
| – | - Wojciecha Kamienieckiego ze stanowiska dyrektora Narodowego Centrum Badań i Rozwoju (powołany na to stanowisko 30 lipca 2019). |  |
| 18 lutego 2022 | |  |
| - Dariusza Budrowskiego na stanowisko prezesa Polskiej Agencji Rozwoju Przedsiębiorczości, - Remigiuszowi Kopoczko powierzenie obowiązków dyrektora Narodowego Centrum Badań i Rozwoju. | - Mikołaja Różyckiego, zastępcy prezesa Polskiej Agencji Rozwoju Przedsiębiorczości, z powierzenia obowiązków prezesa Polskiej Agencji Rozwoju Przedsiębiorczości (powołany na to stanowisko 16 sierpnia 2021). |  |
| 22 lutego 2022 | |  |
| - Roberta Kaczmarka na stanowisko dyrektora Filmoteki Narodowej – Instytutu Audiowizualnego. | - Roberta Kaczmarka z powierzenia obowiązków dyrektora Filmoteki Narodowej – Instytutu Audiowizualnego (powołany na to stanowisko 4 marca 2021). |  |
| 23 lutego 2022 | |  |
| - Pawłowi Mirowskiemu, zastępcy prezesa Narodowego Funduszu Ochrony Środowiska i Gospodarki Wodnej, powierzenie obowiązków prezesa Narodowego Funduszu Ochrony Środowiska i Gospodarki Wodnej. | - Macieja Chorowskiego ze stanowiska prezesa Narodowego Funduszu Ochrony Środowiska i Gospodarki Wodnej (powołany na to stanowisko 20 sierpnia 2020). |  |
| 25 lutego 2022 | |  |
| - Michała Wiercińskiego na stanowisko wiceprezesa Polskiej Agencji Kosmicznej. | – |  |
| luty 2022 | |  |
| - Jacka Figla na stanowisko zastępcy Komendanta Głównego Ochotniczych Hufców Pracy, - Witolda Romana na stanowisko zastępcy dyrektora Centralnego Ośrodka Sportu. | – |  |
| 1 marca 2022 | |  |
| - Małgorzaty Dziedziak na stanowisko zastępcy prezesa Narodowego Funduszu Zdrowia, - Marty Pogrzeby na stanowisko dyrektora Instytutu Ekologii Terenów Uprzemysłowionych. | – |  |
| 7 marca 2022 | |  |
| - Michała Karpowicza na stanowisko zastępcy dyrektora Naukowej i Akademickiej Sieci Komputerowej – Państwowego Instytutu Badawczego. | – |  |
| 15 marca 2022 | |  |
| - Pauliny Szczepańskiej na stanowisko zastępcy dyrektora Instytutu De Republica, - Marka Chibowskiego na stanowisko zastępcy dyrektora generalnego Krajowego Ośrodka Wsparcia Rolnictwa. | – |  |
| 22 marca 2022 | |  |
| - Sławomira Mazurka na stanowisko zastępcy prezesa Narodowego Funduszu Ochrony Środowiska i Gospodarki Wodnej. | – |  |
| 23 marca 2022 | |  |
| - Piotra Sękowskiego na stanowisko zastępcy dyrektora generalnego Służby Więziennej. | – |  |
| 24 marca 2022 | |  |
| - Janusza Wrony na stanowisko zastępcy prezesa Państwowego Gospodarstwa Wodnego Wody Polskie. | - Roberta Chciuka ze stanowiska zastępcy prezesa Państwowego Gospodarstwa Wodnego Wody Polskie (powołany na to stanowisko 1 kwietnia 2020). |  |
| 28 marca 2022 | |  |
| – | - Tomasza Schweitzera ze stanowiska prezesa Polskiego Komitetu Normalizacyjnego (powołany na to stanowisko 9 listopada 2007). |  |
| 29 marca 2022 | |  |
| - Ewie Zielińskiej, zastępcy prezesa Polskiego Komitetu Normalizacyjnego, powierzenie obowiązków prezesa Polskiego Komitetu Normalizacyjnego. | – |  |
| 30 marca 2022 | |  |
| – | - Janusza Janiszewskiego z powierzenia obowiązków prezesa Polskiej Agencji Żeglugi Powietrznej (powołany na to stanowisko w lipcu 2018). |  |
| 31 marca 2022 | |  |
| - Przemysława Ligenzy na stanowisko prezesa Narodowego Funduszu Ochrony Środowiska i Gospodarki Wodnej, - Anity Oleksiak na stanowisko prezesa Polskiej Agencji Żeglugi Powietrznej. | - Przemysława Ligenzy ze stanowiska dyrektora Instytutu Meteorologii i Gospodarki Wodnej (powołany na to stanowisko 30 stycznia 2019), - Pawła Mirowskiego, zastępcę prezesa Narodowego Funduszu Ochrony Środowiska i Gospodarki Wodnej, z powierzenia obowiązków prezesa Narodowego Funduszu Ochrony Środowiska i Gospodarki Wodnej (powołany na to stanowisko 23 lutego 2022), - Andrzeja Massela z powierzenia obowiązków dyrektora Instytutu Kolejnictwa (powołany na to stanowisko w październiku 2021) oraz ze stanowiska zastępcy dyrektora Instytutu Kolejnictwa (powołany na to stanowisko w 2014), - Klaudiusza Kotta ze stanowiska zastępcy prezesa Polskiej Agencji Żeglugi Powietrznej (powołany na to stanowisko w październiku 2020). |  |
| 1 kwietnia 2022 | |  |
| - Waldemara Humięckiego na stanowisko dyrektora generalnego Krajowego Ośrodka Wsparcia Rolnictwa, - Małgorzaty Gośniowskiej-Kola na stanowisko zastępcy dyrektora generalnego Krajowego Ośrodka Wsparcia Rolnictwa, - Andrzeja Massela na stanowisko dyrektora Instytutu Kolejnictwa, - Macieja Rodaka na stanowisko zastępcy prezesa Polskiej Agencji Żeglugi Powietrznej. | - Małgorzaty Gośniowskiej-Kola z powierzenia obowiązków dyrektora generalnego Krajowego Ośrodka Wsparcia Rolnictwa (powołana na to stanowisko 29 października 2020) oraz z powierzenia obowiązków zastępcy dyrektora generalnego Krajowego Ośrodka Wsparcia Rolnictwa (powołana na to stanowisko w kwietniu 2019). |  |
| 13 kwietnia 2022 | |  |
| - Rafała Szmytke na stanowisko prezesa Polskiej Organizacji Turystycznej. | - Anny Salamończyk-Mochel, wiceprezesa Polskiej Organizacji Turystycznej, z powierzenia obowiązków prezesa Polskiej Organizacji Turystycznej (powołana na to stanowisko 23 grudnia 2021). |  |
| 15 kwietnia 2022 | |  |
| - Agnieszki Krauzowicz na stanowisko zastępcy dyrektora Centrum Projektów Polska Cyfrowa. | – |  |
| 20 kwietnia 2022 | |  |
| - Michałowi Laszczkowskiemu powierzenie obowiązków dyrektora Narodowego Instytutu Konserwacji Zabytków. | – |  |
| 28 kwietnia 2022 | |  |
| - Jacka Paziewskiego na stanowisko zastępcy prezesa Agencji Restrukturyzacji i Modernizacji Rolnictwa. | – |  |
| kwiecień 2022 | |  |
| – | - Dariusza Olkiewicza ze stanowiska zastępcy prezesa Agencji Restrukturyzacji i Modernizacji Rolnictwa (powołany na to stanowisko 7 stycznia 2021). |  |
| 1 maja 2022 | |  |
| - Janusza Karpia na stanowisko dyrektora Instytutu Meteorologii i Gospodarki Wodnej. | – |  |
| 6 maja 2022 | |  |
| - Krystiana Wierciocha na stanowisko zastępcy przewodniczącego Komisji Nadzoru Finansowego. | – |  |
| 13 maja 2022 | |  |
| – | - Waldemara Izdebskiego ze stanowiska Głównego Geodety Kraju (powołany na to stanowisko 7 czerwca 2018). |  |
| 14 maja 2022 | |  |
| - Alicji Kulce, zastępcy Głównego Geodety Kraju, powierzenie obowiązków Głównego Geodety Kraju. | – |  |
| maj 2022 | |  |
| - Wojciecha Cela na stanowisko zastępcy dyrektora Instytutu Meteorologii i Gospodarki Wodnej. | - Sławomira Gadomskiego ze stanowiska zastępcy prezesa Agencji Badań Medycznych (powołany na to stanowisko 1 lutego 2022), - Przemysława Bryksy ze stanowiska zastępcy prezesa Rządowej Agencji Rezerw Strategicznych (powołany na to stanowisko 23 lutego 2021). |  |
| 1 czerwca 2022 | |  |
| - Mikołajowi Turowskiemu powierzenie obowiązków dyrektora Centrum Rozwoju Przemysłów Kreatywnych. | – |  |
| 9 czerwca 2022 | |  |
| - Witolda Romana na stanowisko dyrektora Centralnego Ośrodka Sportu. | - Witolda Romana ze stanowiska zastępcy dyrektora Centralnego Ośrodka Sportu (powołany na to stanowisko w lutym 2022), - Andrzeja Kalinowskiego ze stanowiska dyrektora Centralnego Ośrodka Sportu (powołany na to stanowisko 25 listopada 2020). |  |
| 10 czerwca 2022 | |  |
| - Wiktora Pilarczyka na stanowisko zastępcy prezesa Polskiej Agencji Żeglugi Powietrznej. | - Ewy Suchory-Natkaniec ze stanowiska zastępcy prezesa Polskiej Agencji Żeglugi Powietrznej (powołana na to stanowisko 6 września 2018). |  |
| 24 czerwca 2022 | |  |
| - Ewy Zielińskiej na stanowisko prezesa Polskiego Komitetu Normalizacyjnego, - Doroty Cabańskiej na stanowisko Głównego Inspektora Nadzoru Budowlanego. | - Ewy Zielińskiej ze stanowiska zastępcy prezesa Polskiego Komitetu Normalizacyjnego (powołana na to stanowisko 5 kwietnia 2019) oraz z powierzenia obowiązków prezesa Polskiego Komitetu Normalizacyjnego (powołana na to stanowisko 28 marca 2022), - Doroty Cabańskiej z powierzenia obowiązków Głównego Inspektora Nadzoru Budowlanego (powołana na to stanowisko 11 sierpnia 2020) oraz z powierzenia obowiązków zastępcy Głównego Inspektora Nadzoru Budowlanego (powołana na to stanowisko 18 marca 2020). |  |
| 8 lipca 2022 | |  |
| - Magdalenie Kapuścińskiej powierzenie obowiązków zastępcy Dyrektora Generalnego Lasów Państwowych. | – |  |
| 20 lipca 2022 | |  |
| - Remigiusza Kopoczko na stanowisko dyrektora Narodowego Centrum Badań i Rozwoju. | - Remigiusza Kopoczko z powierzenia obowiązków dyrektora Narodowego Centrum Badań i Rozwoju (powołany na to stanowisko 18 lutego 2022). |  |
| lipiec 2022 | |  |
| - Mariuszowi Wójcickiemu powierzenie obowiązków wiceprezesa Głównego Urzędu Miar. | – |  |
| 1 sierpnia 2022 | |  |
| - Łukasza Kamińskiego na stanowisko dyrektora Zakładu Narodowego im. Ossolińskich, - Dawida Kosteckiego na stanowisko dyrektora Narodowej Agencji Wymiany Akademickiej. | - Adolfa Juzwenki ze stanowiska dyrektora Zakładu Narodowego im. Ossolińskich (powołany na to stanowisko w 1995). |  |
| 8 sierpnia 2022 | |  |
| - Bartosza Jarmuszkiewicza na stanowisko szefa Agencji Wywiadu. | - Piotra Krawczyka ze stanowiska szefa Agencji Wywiadu (powołany na to stanowisko 28 grudnia 2016), - Bartosza Jarmuszkiewicza ze stanowiska zastępcy szefa Agencji Bezpieczeństwa Wewnętrznego (powołany na to stanowisko 20 maja 2020). |  |
| 9 sierpnia 2022 | |  |
| - Pawłowi Kuchowi powierzenie obowiązków dyrektora Narodowego Centrum Badań i Rozwoju. | - Remigiusza Kopoczko ze stanowiska dyrektora Narodowego Centrum Badań i Rozwoju (powołany na to stanowisko 20 lipca 2022). |  |
| 12 sierpnia 2022 | |  |
| – | - Przemysława Dacy ze stanowiska prezesa Państwowego Gospodarstwa Wodne Wody Polskie (powołany na to stanowisko 17 stycznia 2018), - Michała Mistrzaka ze stanowiska Głównego Inspektora Ochrony Środowiska (powołany na to stanowisko 28 grudnia 2021). |  |
| 17 sierpnia 2022 | |  |
| - Krzysztofowi Wosiowi, zastępcy prezesa Państwowego Gospodarstwa Wodnego Wody Polskie, powierzenie obowiązków prezesa Państwowego Gospodarstwa Wodnego Wody Polskie. | – |  |
| sierpień 2022 | |  |
| - Magdzie Gosk, zastępcy Głównego Inspektora Ochrony Środowiska, powierzenie obowiązków Głównego Inspektora Ochrony Środowiska. | - Bogdana Musiała ze stanowiska dyrektora Instytutu Strat Wojennych im. Jana Karskiego (powołany na to stanowisko 5 grudnia 2021), - Grażyny Żebrowskiej ze stanowiska dyrektora Narodowej Agencji Wymiany Akademickiej (powołana na to stanowisko w maju 2020). |  |
| 1 września 2022 | |  |
| - Krzysztofa Wosia na stanowisko prezesa Państwowego Gospodarstwa Wodnego Wody Polskie, - Wojciecha Skowyrskiego na stanowisko zastępcy prezesa Państwowego Gospodarstwa Wodnego Wody Polskie, - Macieja Merkisza na stanowisko zastępcy Głównego Inspektora Sanitarnego. | - Krzysztofa Wosia z powierzenia obowiązków prezesa Państwowego Gospodarstwa Wodnego Wody Polskie (powołany na to stanowisko 17 sierpnia 2022) oraz ze stanowiska zastępcy prezesa Państwowego Gospodarstwa Wodnego Wody Polskie (powołany na to stanowisko 26 stycznia 2018). |  |
| 8 września 2022 | |  |
| - Krzysztofowi Gołębiewskiemu powierzenie obowiązków zastępcy Głównego Inspektora Ochrony Środowiska. | – |  |
| 28 września 2022 | |  |
| - Jakuba Kupeckiego na stanowisko dyrektora Instytutu Energetyki, - Jarosława Hercoga na stanowisko zastępcy dyrektora Instytutu Energetyki, - Grzegorza Tchorka na stanowisko zastępcy dyrektora Instytutu Energetyki, | - Tomasza Gałki ze stanowiska dyrektora Instytutu Energetyki (powołany na to stanowisko 28 czerwca 2016), - Andrzeja Sławińskiego ze stanowiska zastępcy dyrektora Instytutu Energetyki (powołany na to stanowisko 1 sierpnia 2018). |  |
| wrzesień 2022 | |  |
| - Rafałowi Gierczyńskiemu, zastępcy dyrektora Narodowego Instytutu Zdrowia Publicznego – Państwowego Zakładu Higieny, powierzenie obowiązków dyrektora Narodowego Instytutu Zdrowia Publicznego – Państwowego Zakładu Higieny. | - Grzegorza Juszczyka ze stanowiska dyrektora Narodowego Instytutu Zdrowia Publicznego – Państwowego Zakładu Higieny (powołany na to stanowisko we wrześniu 2017), - Adama Eberhardta ze stanowiska dyrektora Ośrodka Studiów Wschodnich (powołany na to stanowisko w 2016), - Mateusza Gniazdowskiego ze stanowiska zastępcy dyrektora Ośrodka Studiów Wschodnich (powołany na to stanowisko 15 lutego 2016), - Bernarda Waśko ze stanowiska zastępcy prezesa Narodowego Funduszu Zdrowia (powołany na to stanowisko 11 kwietnia 2019). |  |
| 10 października 2022 | |  |
| - Marcina Kubarka na stanowisko dyrektora Centralnego Ośrodka Informatyki. | - Przemysława Kocha ze stanowiska dyrektora Centralnego Ośrodka Informatyki (powołany na to stanowisko 6 września 2021). |  |
| 22 października 2022 | |  |
| - Łukasza Hardta na stanowisko przewodniczącego rady nadzorczej Zakładu Ubezpieczeń Społecznych. | – |  |
| 24 października 2022 | |  |
| - Klaudii Podkalickiej powierzenie obowiązków zastępcy Głównego Inspektora Transportu Drogowego. | – |  |
| 31 października 2022 | |  |
| – | - Katarzyny Meissner ze stanowiska dyrektora Narodowego Instytutu Muzyki i Tańca (powołana na to stanowisko 8 kwietnia 2020). |  |
| październik 2022 | |  |
| - Magdalenie Chruścik powierzenie obowiązków zastępcy dyrektora Polskiego Centrum Akredytacji, - Joanny Lech powołanie na stanowisko dyrektora Centrum Unijnych Projektów Transportowych. | - Joanny Lech z powierzenia obowiązków dyrektora Centrum Unijnych Projektów Transportowych (powołana na to stanowisko w 2019). |  |
| 1 listopada 2022 | |  |
| - Lechowi Dzierżanowskiemu, zastępcy Narodowego Instytutu Muzyki i Tańca, powierzenie obowiązków dyrektora Narodowego Instytutu Muzyki i Tańca, - Jacka Paziewskiego na stanowisko zastępcy prezesa Kasy Rolniczego Ubezpieczenia Społecznego. | - Jacka Paziewskiego ze stanowiska zastępcy prezesa Agencji Restrukturyzacji i Modernizacji Rolnictwa (powołany na to stanowisko 28 kwietnia 2022). |  |
| 4 listopada 2022 | |  |
| - Radosława Jaworskiego na stanowisko Komendanta Służby Ochrony Państwa. | - Pawła Olszewskiego ze stanowiska Komendanta Służby Ochrony Państwa (powołany na to stanowisko 5 czerwca 2019). |  |
| 15 listopada 2022 | |  |
| - Joanny Gierulskiej na stanowisko zastępcy prezesa Agencji Restrukturyzacji i Modernizacji Rolnictwa. | – |  |
| 16 listopada 2022 | |  |
| - Wojciecha Konończuka na stanowisko dyrektora Ośrodka Studiów Wschodnich. | - Wojciecha Konończuka ze stanowiska zastępcy dyrektora Ośrodka Studiów Wschodnich. |  |
| listopad 2022 | |  |
| - Bartłomieja Hebdy na stanowisko zastępcy Komendanta Służby Ochrony Państwa, - Justyny Gotkowskiej na stanowisko zastępcy dyrektora Ośrodka Studiów Wschodnich, - Jakuba Jakóbowskiego na stanowisko zastępcy dyrektora Ośrodka Studiów Wschodnich, - Przemysława Dacy na stanowisko zastępcy dyrektora Instytutu Ochrony Środowiska – Państwowego Instytutu Badawczego, - Hanny Strykowskiej na stanowisko zastępcy dyrektora Narodowego Centrum Badań i Rozwoju, - Macieja Szpanowskiego na stanowisko szefa Służby Kontrwywiadu Wojskowego, - Konrada Wnęka na stanowisko dyrektora Instytutu Strat Wojennych im. Jana Karskiego, - Janusza Walisia na stanowisko zastępcy dyrektora Instytutu Strat Wojennych im. Jana Karskiego. | - Krzysztofa Biegaja ze stanowiska zastępcy Komendanta Służby Ochrony Państwa (powołany na to stanowisko 26 czerwca 2019), - Macieja Materki ze stanowiska szefa Służby Kontrwywiadu Wojskowego (powołany na to stanowisko 17 stycznia 2018), - Macieja Szpanowskiego ze stanowiska zastępcy szefa Służby Kontrwywiadu Wojskowego (powołany na to stanowisko w lutym 2018). |  |
| 1 grudnia 2022 | |  |
| - Dominika Kopery na stanowisko zastępcy dyrektora Naukowej i Akademickiej Sieci Komputerowej – Państwowego Instytutu Badawczego. | – |  |
| 9 grudnia 2022 | |  |
| - Marka Mutora na stanowisko zastępcy dyrektora Zakładu Narodowego im. Ossolińskich. | – |  |
| 14 grudnia 2022 | |  |
| – | - Łukasza Młynarkiewicza ze stanowiska prezesa Polskiej Agencji Atomistyki (powołany na to stanowisko 11 maja 2020). |  |
| 15 grudnia 2022 | |  |
| - Jacka Gołębiowskiego na stanowisko dyrektora Instytutu Rozwoju Języka Polskiego im. św. Maksymiliana Marii Kolbego, - Andrzejowi Głowackiemu, wiceprezesowi Polskiej Agencji Atomistyki, powierzenie obowiązków prezesa Polskiej Agencji Atomistyki. | – |  |
| 16 grudnia 2022 | |  |
| - Stanisława Winiarczyka na stanowisko dyrektora Państwowego Instytutu Weterynaryjnego – Państwowego Instytutu Badawczego. | - Krzysztofa Niemczuka ze stanowiska dyrektora Państwowego Instytutu Weterynaryjnego – Państwowego Instytutu Badawczego (powołany na to stanowisko w lipcu 2015). |  |
| 31 grudnia 2022 | |  |
| – | - Jerzego Duszyńskiego ze stanowiska prezesa Polskiej Akademii Nauk (powołany na to stanowisko 18 marca 2015), - Stanisława Czuczwara ze stanowiska wiceprezesa Polskiej Akademii Nauk (powołany na to stanowisko w 2015), - Pawła Rowińskiego ze stanowiska wiceprezesa Polskiej Akademii Nauk (powołany na to stanowisko w 2015), - Stanisława Filipowicza ze stanowiska wiceprezesa Polskiej Akademii Nauk (powołany na to stanowisko w 2019), - Romana Słowińskiego ze stanowiska wiceprezesa Polskiej Akademii Nauk (powołany na to stanowisko w 2019), - Romualda Zabielskiego ze stanowiska wiceprezesa Polskiej Akademii Nauk (powołany na to stanowisko w 2019), - Tadeusza Latała ze stanowiska kanclerza Polskiej Akademii Nauk, - Piotra Majewskiego ze stanowiska dyrektora Narodowego Instytutu Muzealnictwa i Ochrony Zbiorów, - Roberta Władysława Bauera ze stanowiska dyrektora Instytutu Geodezji i Kartografii (powołany na to stanowisko 15 maja 2015). |  |
| 2022 | |  |
| - Paulinie Szczepańskiej, zastępcy dyrektora Instytutu De Republica, powierzenie obowiązków dyrektora Instytutu De Republica, - Kamy Dąbrowskiej na stanowisko zastępcy dyrektora Krajowego Centrum Przeciwdziałania Uzależnieniom, - Małgorzaty Maros na stanowisko zastępcy prezesa Polskiej Agencji Rozwoju Przedsiębiorczości, - Józefa Kubicy na stanowisko dyrektora generalnego Państwowego Gospodarstwa Leśnego Lasy Państwowe, - Jan Tabora na stanowisko zastępcy dyrektora generalnego Państwowego Gospodarstwa Leśnego Lasy Państwowe, - Magdaleny Kapuścińskiej na stanowisko zastępcy dyrektora generalnego Państwowego Gospodarstwa Leśnego Lasy Państwowe. | - Marcina Nowackiego z powierzenia obowiązków zastępcy Generalnego Dyrektora Dróg Krajowych i Autostrad (powołany na to stanowisko 10 lutego 2020), - Barbary Jaworskiej-Łuczak ze stanowiska wiceprezesa Urzędu Rejestracji Produktów Leczniczych, Wyrobów Medycznych i Produktów Biobójczych (powołana na to stanowisko w lutym 2012), - Renaty Mantur ze stanowiska zastępcy prezesa Agencji Restrukturyzacji i Modernizacji Rolnictwa (powołana na to stanowisko 4 listopada 2020), - Bogumiła Szmulika ze stanowiska dyrektora Instytutu De Republica (powołany na to stanowisko 2 marca 2021), - Pawła Derka ze stanowiska zastępcy dyrektora Instytutu Meteorologii i Gospodarki Wodnej, - Joanny Chojeckiej ze stanowiska zastępcy dyrektora Instytutu Strat Wojennych im. Jana Karskiego (powołana na to stanowisko 5 grudnia 2021), - Józefa Kubicy z powierzenia obowiązków dyrektora generalnego Państwowego Gospodarstwa Leśnego Lasy Państwowe (powołany na to stanowisko 9 kwietnia 2021), - Jana Tabora z powierzenia obowiązków zastępcy dyrektora generalnego Państwowego Gospodarstwa Leśnego Lasy Państwowe (powołany na to stanowisko w kwietniu 2021), - Magdaleny Kapuścińskiej z powierzenia obowiązków zastępcy dyrektora generalnego Państwowego Gospodarstwa Leśnego Lasy Państwowe (powołana na to stanowisko 8 lipca 2022), - Aleksandry Dziurosz ze stanowiska zastępcy dyrektora Narodowego Instytutu Muzyki i Tańca (powołana na to stanowisko 22 lutego 2018). |  |
| 1 stycznia 2023 | |  |
| - Artura Szklenera na stanowisko dyrektora Narodowego Instytutu Fryderyka Chopina, - Pauliny Florjanowicz na stanowisko dyrektora Narodowego Instytutu Muzealnictwa i Ochrony Zbiorów, - Marka Konarzewskiego na stanowisko prezesa Polskiej Akademii Nauk, - Dariusza Jemielniaka na stanowisko wiceprezesa Polskiej Akademii Nauk, - Mirosławy Ostrowskiej na stanowisko wiceprezesa Polskiej Akademii Nauk, - Natalii Sobczak na stanowisko wiceprezesa Polskiej Akademii Nauk, - Aleksandra Welfe na stanowisko wiceprezesa Polskiej Akademii Nauk, - Rafała Wierzchosławskiego na stanowisko kanclerza Polskiej Akademii Nauk, - Marcina Kardasa na stanowisko zastępcy dyrektora Narodowego Centrum Badań Jądrowych, - Monice Wilde-Piórko powierzenie obowiązków dyrektora Instytutu Geodezji i Kartografii, - Jana Kuzawińskiego na stanowisko prezesa Krajowej Izby Odwoławczej, - Adama Marczyńskiego na stanowisko zastępcy dyrektora Naukowej i Akademickiej Sieci Komputerowej – Państwowego Instytutu Badawczego. | - Jana Kuzawińskiego ze stanowiska wiceprezesa Krajowej Izby Odwoławczej (powołany na to stanowisko 6 września 2019). |  |
| 2 stycznia 2023 | |  |
| – | - Marka Sildatka ze stanowiska Głównego Inspektora Rybołówstwa Morskiego (powołany na to stanowisko we wrześniu 2021). |  |
| 3 stycznia 2023 | |  |
| - Rafała Staszewskiego na stanowisko zastępcy prezesa Agencji Badań Medycznych. | – |  |
| 4 stycznia 2023 | |  |
| - Przemysława Rzodkiewicza na stanowisko Głównego Inspektora Jakości Handlowej Artykułów Rolno-Spożywczych. | - Andrzeja Romaniuka ze stanowiska Głównego Inspektora Jakości Handlowej Artykułów Rolno-Spożywczych (powołany na to stanowisko 17 maja 2016). |  |
| 13 stycznia 2023 | |  |
| - Waldemary Wierzby na stanowisko dyrektora Państwowego Instytutu Medycznego MSWiA. | – |  |
| 16 stycznia 2023 | |  |
| - Krzysztofa Sławskiego na stanowisko Głównego Inspektora Rybołówstwa Morskiego. | – |  |
| 18 stycznia 2023 | |  |
| - Marka Wocha na stanowisko zastępcy Rzecznika Małych i Średnich Przedsiębiorców. | – |  |
| styczeń 2023 | |  |
| - Sylwii Cieślak-Wilk na stanowisko zastępcy dyrektora Centrum Unijnych Projektów Transportowych, - Małgorzaty Maros na stanowisko zastępcy prezesa Polskiej Agencji Rozwoju Przedsiębiorczości. | - Sylwii Cieślak-Wilk z powierzenia obowiązków zastępcy dyrektora Centrum Unijnych Projektów Transportowych. |  |
| 1 lutego 2023 | |  |
| - Andrzeja Przyłębskiego na stanowisko dyrektora Instytutu De Republica. | - Pauliny Szczepańskiej, zastępcy dyrektora Instytutu De Republica, z powierzenia obowiązków dyrektora Instytutu De Republica (powołana na to stanowisko w 2022). |  |
| 9 lutego 2023 | |  |
| - Jackowi Orłowi powierzenie obowiązków dyrektora Narodowego Centrum Badań i Rozwoju. | - Pawła Kucha z powierzenia obowiązków dyrektora Narodowego Centrum Badań i Rozwoju (powołany na to stanowisko 9 sierpnia 2022), - Hanny Strykowskiej ze stanowiska zastępcy dyrektora Narodowego Centrum Badań i Rozwoju (powołana na to stanowisko w listopadzie 2022). |  |
| 14 lutego 2023 | |  |
| – | - Piotra Dardzińskiego ze stanowiska prezesa Sieci Badawczej Łukasiewicz (powołany na to stanowisko 1 kwietnia 2019). |  |
| 17 lutego 2023 | |  |
| - Andrzeja Dybczyńskiego na stanowisko prezesa Sieci Badawczej Łukasiewicz. | – |  |
| luty 2023 | |  |
| - Agnieszki Kasperek na stanowisko zastępcy dyrektora Instytutu Strat Wojennych im. Jana Karskiego, - Aleksandry Wilczyńskiej na stanowisko wiceprezesa Urzędu Rejestracji Produktów Leczniczych, Wyrobów Medycznych i Produktów Biobójczych, - Daniela Rutkowskiego na stanowisko zastępcy prezesa Agencji Oceny Technologii Medycznych i Taryfikacji. | - Bogdana Sakowicza ze stanowiska zastępcy szefa Centralnego Biura Antykorupcyjnego (powołany na to stanowisko w grudniu 2015), - Janusza Walisia ze stanowiska zastępcy dyrektora Instytutu Strat Wojennych im. Jana Karskiego (powołany na to stanowisko w listopadzie 2022). |  |
| 1 marca 2023 | |  |
| - Pawła Kulki na stanowisko zastępcy Głównego Inspektora Farmaceutycznego, - Bernarda Waśko na stanowisko dyrektora Narodowego Instytutu Zdrowia Publicznego – Państwowego Zakładu Higieny. | - Rafała Gierczyńskiego, zastępcy dyrektora Narodowego Instytutu Zdrowia Publicznego – Państwowego Zakładu Higieny, z powierzenia obowiązków dyrektora Narodowego Instytutu Zdrowia Publicznego – Państwowego Zakładu Higieny (powołany na to stanowisko we wrześniu 2022). |  |
| 2 marca 2023 | |  |
| - Ewy Marciniak na stanowisko dyrektora Centrum Badania Opinii Społecznej. | - Mirosławy Grabowskiej ze stanowiska dyrektora Centrum Badania Opinii Społecznej (powołana na to stanowisko w 2008). |  |
| 4 marca 2023 | |  |
| - Zbigniewowi Błockiemu powierzenie obowiązków dyrektora Narodowego Centrum Nauki. | - Zbigniewa Błockiego ze stanowiska dyrektora Narodowego Centrum Nauki (powołany na to stanowisko 4 marca 2015). |  |
| 6 marca 2023 | |  |
| - Krzysztofa Gołębiewskiego na stanowisko Głównego Inspektora Ochrony Środowiska. | - Magdy Gosk, zastępcy Głównego Inspektora Ochrony Środowiska, z powierzenia obowiązków Głównego Inspektora Ochrony Środowiska (powołana na to stanowisko w sierpniu 2022), - Krzysztofa Gołębiewskiego z powierzenia obowiązków zastępcy Głównego Inspektora Ochrony Środowiska (powołany na to stanowisko 8 września 2022). |  |
| 22 marca 2023 | |  |
| - Andrzeja Głowackiego na stanowisko prezesa Państwowej Agencji Atomistyki. | - Andrzeja Głowackiego z powierzenia obowiązków prezesa Państwowej Agencji Atomistyki (powołany na to stanowisko 15 grudnia 2022) oraz ze stanowiska wiceprezesa Państwowej Agencji Atomistyki (powołany na to stanowisko 10 września 2020). |  |
| 23 marca 2023 | |  |
| - Wiesławowi Czechowskiemu powierzenie obowiązków drugiego zastępcy Głównego Inspektora Ochrony Środowiska. | – |  |
| 31 marca 2023 | |  |
| – | - Moniki Rzepeckiej ze stanowiska zastępcy prezesa Kasy Rolniczego Ubezpieczenia Społecznego (powołana na to stanowisko 5 stycznia 2021). |  |
| marzec 2023 | |  |
| - Pawła Januszewskiego na stanowisko zastępcy dyrektora Instytutu Sportu. | - Wojciecha Cela ze stanowiska zastępcy dyrektora Instytutu Meteorologii i Gospodarki Wodnej (powołany na to stanowisko w maju 2022). |  |
| 1 kwietnia 2023 | |  |
| - Mateuszowi Dzieduszyckiemu powierzenie obowiązków dyrektora Centrum Rozwoju Przemysłów Kreatywnych, - Stanisława Wojtery na stanowisko prezesa Polskich Portów Lotniczych Spółki Akcyjnej, - Stefana Świątkowskiego na stanowisko zastępcy prezesa Polskich Portów Lotniczych Spółki Akcyjnej, - Pawła Siennickiego na stanowisko zastępcy prezesa Polskich Portów Lotniczych Spółki Akcyjnej, - utworzenie Polskich Portów Lotniczych Spółki Akcyjnej. | - Mikołaja Turowskiego z powierzenia obowiązków dyrektora Centrum Rozwoju Przemysłów Kreatywnych (powołany na to stanowisko 1 czerwca 2022), - Stanisława Wojtery ze stanowiska prezesa Przedsiębiorstwa Państwowego „Porty Lotnicze” (powołany na to stanowisko 21 października 2020), - Stefana Świątkowskiego ze stanowiska zastępcy prezesa Przedsiębiorstwa Państwowego „Porty Lotnicze” (powołany na to stanowisko 21 października 2020), - Pawła Siennickiego ze stanowiska zastępcy prezesa Przedsiębiorstwa Państwowego „Porty Lotnicze” (powołany na to stanowisko 8 stycznia 2021), - zniesienie Przedsiębiorstwa Państwowego „Porty Lotnicze”. |  |
| 17 kwietnia 2023 | |  |
| - Marcina Steca na stanowisko zastępcy szefa Centralnego Biura Antykorupcyjnego, - Radosława Żebrowskiego na stanowisko zastępcy szefa Agencji Bezpieczeństwa Wewnętrznego. | – |  |
| 19 kwietnia 2023 | |  |
| - Jana Białkowskiego na stanowisko zastępcy Dyrektora Generalnego Krajowego Ośrodka Wsparcia Rolnictwa, - Michała Laszczkowskiego na stanowisko dyrektora Narodowego Instytutu Konserwacji Zabytków. | - Jacka Malickiego z powierzenia obowiązków zastępcy Dyrektora Generalnego Krajowego Ośrodka Wsparcia Rolnictwa (powołany na to stanowisko 25 listopada 2021), - Michała Laszczkowskiego z powierzenia obowiązków dyrektora Narodowego Instytutu Konserwacji Zabytków (powołany na to stanowisko 20 kwietnia 2022). |  |
| 27 kwietnia 2023 | |  |
| - Krzysztofa Miłkowskiego na stanowisko przewodniczącego Państwowej Komisji Badania Wypadków Lotniczych. | - Bogusława Treli ze stanowiska przewodniczącego Państwowej Komisji Badania Wypadków Lotniczych (powołany na to stanowisko 30 października 2020). |  |
| kwiecień 2023 | |  |
| - Łukasza Szewczyka na stanowisko zastępcy dyrektora Instytutu Meteorologii i Gospodarki Wodnej. | - Waldemara Brykalskiego ze stanowiska zastępcy Komendanta Głównego Ochotniczych Hufców Pracy (powołany na to stanowisko w czerwcu 2021). |  |
| 1 maja 2023 | |  |
| - Paulę Lis-Sołoduchę na stanowisko dyrektora Narodowego Instytutu Muzyki i Tańca. | - Lecha Dzierżanowskiego, zastępcy dyrektora Narodowego Instytutu Muzyki i Tańca, z powierzenia obowiązków dyrektora Narodowego Instytutu Muzyki i Tańca (powołany na to stanowisko 1 listopada 2022). |  |
| 16 maja 2023 | |  |
| – | - Pawła Siennickiego ze stanowiska zastępcy prezesa Polskich Portów Lotniczych Spółki Akcyjnej (powołany na to stanowisko 1 kwietnia 2023). |  |
| 17 maja 2023 | |  |
| - Ryszarda Zarudzkiego na stanowisko zastępcy prezesa Agencji Restrukturyzacji i Modernizacji Rolnictwa. | – |  |
| 23 maja 2023 | |  |
| - Grzegorza Mroczka na stanowisko zastępcy prezesa Kasy Rolniczego Ubezpieczenia Społecznego. | – |  |
| maj 2023 | |  |
| - Witolda Janiszewskiego na stanowisko zastępcy prezesa Polskich Portów Lotniczych Spółki Akcyjnej. | – |  |
| 1 czerwca 2023 | |  |
| - Mateusza Dzieduszyckiego na stanowisko dyrektora Centrum Rozwoju Przemysłów Kreatywnych. | - Mateusza Dzieduszyckiego z powierzenia obowiązków dyrektora Centrum Rozwoju Przysłów Kreatywnych (powołany na to stanowisko 1 kwietnia 2023). |  |
| 6 czerwca 2023 | |  |
| - Anecie Burghardt powierzenie obowiązków zastępcy prezesa Agencji Restrukturyzacji i Modernizacji Rolnictwa. | – |  |
| 13 czerwca 2023 | |  |
| – | - Macieja Merkisza ze stanowiska zastępcy Głównego Inspektora Sanitarnego (powołany na to stanowisko 1 września 2022). |  |
| 17 czerwca 2023 | |  |
| - Krzysztofowi Bujańskiemu powierzenie obowiązków dyrektora Transportowego Dozoru Technicznego. | - Jana Urbanowicza ze stanowiska dyrektora Transportowego Dozoru Technicznego (powołany na to stanowisko 4 grudnia 2015). |  |
| 20 czerwca 2023 | |  |
| - Marka Kubiaka na stanowisko dyrektora Rządowego Centrum Bezpieczeństwa. | - Konrada Korpowskiego ze stanowiska dyrektora Rządowego Centrum Bezpieczeństwa (powołany na to stanowisko 20 listopada 2020), - Marka Kubiaka ze stanowiska zastępcy dyrektora Rządowego Centrum Bezpieczeństwa (powołany na to stanowisko 20 listopada 2020). |  |
| 26 czerwca 2023 | |  |
| - Alicji Kulki na stanowisko Głównego Geodety Kraju. | - Alicji Kulki z powierzenia obowiązków Głównego Geodety Kraju (powołana na to stanowisko 14 maja 2022) oraz ze stanowiska zastępcy Głównego Geodety Kraju (powołana na to stanowisko 18 marca 2019). |  |
| 29 czerwca 2023 | |  |
| - Beaty Janowczyk na stanowisko zastępcy dyrektora Rządowego Centrum Bezpieczeństwa, - Mariusza Marchlewicza na stanowisko zastępcy dyrektora Rządowego Centrum Bezpieczeństwa. | – |  |
| czerwiec 2023 | |  |
| – | - Beaty Nowosielskiej ze stanowiska zastępcy prezesa Agencji Restrukturyzacji i Modernizacji Rolnictwa (powołana na to stanowisko 10 grudnia 2021), - Mateusza Winiarza ze stanowiska wiceprezesa Urzędu Zamówień Publicznych (powołany na to stanowisko 1 listopada 2019), - Grzegorza Matyasika ze stanowiska zastępcy dyrektora Rządowego Centrum Bezpieczeństwa (powołany na to stanowisko 20 listopada 2020). |  |
| 14 lipca 2023 | |  |
| - Rafała Kubackiego na stanowisko dyrektora Instytutu Sportu – Państwowego Instytutu Badawczego, - Urszuli Włodarczyk na stanowisko zastępcy dyrektora Instytutu Sportu – Państwowego Instytutu Badawczego. | - Urszuli Włodarczyk ze stanowiska dyrektora Instytutu Sportu – Państwowego Instytutu Badawczego (powołana na to stanowisko 1 marca 2017). |  |
| lipiec 2023 | |  |
| - Michała Szoty na stanowisko dyrektora Instytutu Geodezji i Kartografii. | - Moniki Wilde-Piórko z powierzenia obowiązków dyrektora Instytutu Geodezji i Kartografii (powołana na to stanowisko 1 stycznia 2023), - Pawła Zagaja ze stanowiska zastępcy Rzecznika Finansowego (powołany na to stanowisko w 2016). |  |
| 2 sierpnia 2023 | |  |
| - Mikołajowi Różyckiemu, zastępcy prezesa Polskiej Agencji Rozwoju Przedsiębiorczości, powierzenie obowiązków prezesa Polskiej Agencji Rozwoju Przedsiębiorczości. | - Dariusza Budrowskiego ze stanowiska prezesa Polskiej Agencji Rozwoju Przedsiębiorczości (powołany na to stanowisko 18 lutego 2022). |  |
| 8 sierpnia 2023 | |  |
| - Anny Kuszel-Kowalczyk na stanowisko zastępcy prezesa Krajowej Izby Odwoławczej. | – |  |
| 14 sierpnia 2023 | |  |
| - Mateusza Smolany na stanowisko dyrektora Instytutu Dziedzictwa Solidarności. | – |  |
| 30 sierpnia 2023 | |  |
| - Sebastianowi Ligarskiemu powierzenie obowiązków dyrektora Centrum Solidarności „Stocznia”, - utworzenie Centrum Solidarności „Stocznia”. | – |  |
| sierpień 2023 | |  |
| - Marcina Wasilewskiego na stanowisko zastępcy prezesa Rządowej Agencji Rezerw Strategicznych. | – |  |
| 2 września 2023 | |  |
| - Pauliny Florjanowicz na stanowisko dyrektora Narodowego Instytutu Muzeów, - utworzenie Narodowego Instytutu Muzeów. | - Pauliny Florjanowicz ze stanowiska dyrektora Narodowego Instytutu Muzealnictwa i Ochrony Zbiorów (powołana na to stanowisko 1 stycznia 2023), - zniesienie Narodowego Instytutu Muzealnictwa i Ochrony Zbiorów. |  |
| 5 września 2023 | |  |
| - Moniki Niewczas na stanowisko członka zarządu Polskich Portów Lotniczych Spółki Akcyjnej. | - Stefana Świątkowskiego ze stanowiska zastępcy prezesa Polskich Portów Lotniczych Spółki Akcyjnej (powołany na to stanowisko 1 kwietnia 2023). |  |
| 26 września 2023 | |  |
| - Jerzego Radonia na stanowisko zastępcy prezesa Agencji Restrukturyzacji i Modernizacji Rolnictwa. | - Marii Fajger ze stanowiska zastępcy prezesa Agencji Restrukturyzacji i Modernizacji Rolnictwa (powołana na to stanowisko 20 listopada 2019). |  |
| 27 września 2023 | |  |
| - Aleksandry Dziurosz na stanowisko zastępcy dyrektora Narodowego Instytutu Muzyki i Tańca, - Mariusza Zdrodowskiego na stanowisko dyrektora Instytutu Łączności. | - Karola Urbańskiego ze stanowiska zastępcy dyrektora Narodowego Instytutu Muzyki i Tańca, - Mariusza Zdrodowskiego z powierzenia obowiązków dyrektora Instytutu Łączności (powołany na to stanowisko 27 maja 2021). |  |
| 1 października 2023 | |  |
| - Piotra Krasińskiego na stanowisko drugiego zastępcy dyrektora Narodowego Centrum Badań i Rozwoju. | – |  |
| 10 października 2023 | |  |
| - Anety Burghardt na stanowisko zastępcy prezesa Agencji Restrukturyzacji i Modernizacji Rolnictwa. | - Anety Burghardt z powierzenia obowiązków zastępcy prezesa Agencji Restrukturyzacji i Modernizacji Rolnictwa (powołana na to stanowisko 6 czerwca 2023). |  |
| 16 października 2023 | |  |
| - Agnieszki Pollo na stanowisko zastępcy dyrektora Narodowego Centrum Badań Jądrowych, - Marcina Sobczaka na stanowisko pierwszego zastępcy dyrektora Narodowego Centrum Badań i Rozwoju. | - Ewy Rondio ze stanowiska zastępcy dyrektora Narodowego Centrum Badań Jądrowych. |  |
| 23 października 2023 | |  |
| - Macieja Koniora na stanowisko zastępcy dyrektora generalnego Służby Więziennej. | – |  |
| 25 października 2023 | |  |
| – | - Małgorzaty Maros ze stanowiska zastępcy prezesa Polskiej Agencji Rozwoju Przedsiębiorczości (powołana na to stanowisko w styczniu 2023). |  |
| 27 października 2023 | |  |
| - Bronisława Sitka na stanowisko przewodniczącego Rady Doskonałości Naukowej (kadencja 2024–2027). | – |  |
| 30 października 2023 | |  |
| - Krzysztofa Jóźwiaka na stanowisko dyrektora Narodowego Centrum Nauki. | - Zbigniewa Błockiego z powierzenia obowiązków dyrektora Narodowego Centrum Nauki (powołany na to stanowisko 4 marca 2023). |  |
| październik 2023 | |  |
| - Jacka Orła na stanowisko dyrektora Narodowego Centrum Badań i Rozwoju, - Mikołaja Różyckiego na stanowisko prezesa Polskiej Agencji Rozwoju Przedsiębiorczości. | - Jacka Orła z powierzenia obowiązków dyrektora Narodowego Centrum Badań i Rozwoju (powołany na to stanowisko 9 lutego 2023), - Mikołaja Różyckiego z powierzenia obowiązków prezesa Polskiej Agencji Rozwoju Przedsiębiorczości (powołany na to stanowisko 2 sierpnia 2023), - Mikołaja Różyckiego ze stanowiska zastępcy prezesa Polskiej Agencji Rozwoju Przedsiębiorczości, - Przemysława Funioka ze stanowiska zastępcy Prokuratora Generalnego (powołany na to stanowisko 23 lutego 2018). |  |
| 3 listopada 2023 | |  |
| - Monice Salamończyk, wiceprezes Rządowego Centrum Legislacji, powierzenie obowiązków prezesa Rządowego Centrum Legislacji. | - Grzegorza Błażewicza ze stanowiska zastępcy Rzecznika Praw Pacjenta (powołany na to stanowisko 3 listopada 2014). |  |
| 10 listopada 2023 | |  |
| - Sebastiana Ligarskiego na stanowisko dyrektora Centrum Solidarności „Stocznia”. | - Sebastiana Ligarskiego z powierzenia obowiązków dyrektora Centrum Solidarności „Stocznia” (powołany na to stanowisko 30 sierpnia 2023), - Marcina Obronieckiego ze stanowiska prezesa Polskiej Agencji Nadzoru Audytowego (powołany na to stanowisko 9 marca 2020). |  |
| 11 listopada 2023 | |  |
| - Piotra Patkowskiego na stanowisko prezesa Polskiej Agencji Nadzoru Audytowego. | – |  |
| 13 listopada 2023 | |  |
| – | - Romana Topór-Mądrego ze stanowiska prezesa Agencji Oceny Technologii Medycznych i Taryfikacji (powołany na to stanowisko 8 listopada 2017). |  |
| 15 listopada 2023 | |  |
| – | - Pawła Kulki ze stanowiska zastępcy Głównego Inspektora Farmaceutycznego (powołany na to stanowisko 1 marca 2023). |  |
| 22 listopada 2023 | |  |
| - Przemysława Gogolińskiego na stanowisko zastępcy prezesa Agencji Mienia Wojskowego, - Tomasza Janeczka na stanowisko zastępcy Prokuratora Generalnego, - Michała Ostrowskiego na stanowisko zastępcy Prokuratora Generalnego. | – |  |
| 24 listopada 2023 | |  |
| - Jacka Jastrzębskiego na stanowisko przewodniczącego Komisji Nadzoru Finansowego. | - Mariusza Zdrodowskiego ze stanowiska dyrektora Instytutu Łączności (powołany na to stanowisko 27 września 2023). |  |
| 27 listopada 2023 | |  |
| – | - Ewy Krajewskiej ze stanowiska Głównego Inspektora Farmaceutycznego (powołana na to stanowisko 8 lutego 2021). |  |
| listopad 2023 | |  |
| - Daniela Mańkowskiego na stanowisko wiceprezesa Urzędu Ochrony Konkurencji i Konsumentów, - Jarosława Czuby na stanowisko zastępcy dyrektora Filmoteki Narodowej – Instytutu Audiowizualnego. | - Pauliny Szczepańskiej ze stanowiska zastępcy dyrektora Instytutu De Republica (powołana na to stanowisko 15 marca 2022). - Joanny Knapińskiej ze stanowiska wiceprezesa Urzędu Zamówień Publicznych (powołana na to stanowisko 1 listopada 2019), - Przemysława Dacy ze stanowiska zastępcy dyrektora Instytutu Ochrony Środowiska-Państwowego Instytutu Badawczego (powołany na to stanowisko w listopadzie 2022). |  |
| 2023 | |  |
| - Michała Kozłowskiego na stanowisko wiceprezesa Urzędu Lotnictwa Cywilnego. | - Michała Kozłowskiego z powierzenia obowiązków wiceprezesa Urzędu Lotnictwa Cywilnego (powołany na to stanowisko 14 września 2021). |  |